# 突撃隊
突撃隊（とつげきたい、独: Sturmabteilung, 略号：SA）は、国民社会主義ドイツ労働者党（ナチス）の準軍事組織である。制服の色から「褐色シャツ隊（Braunhemden）」とも呼ばれた。

## 概要
突撃隊はナチスの前身であるドイツ労働者党（DAP）集会の会場警備隊が改組されて創設された。初期の頃はエルンスト・レームの斡旋により義勇軍から流れてきた者を多く受け入れたため、党からの半独立的な性格を持っていた。1923年11月のミュンヘン一揆に参加したが、失敗によって党と共に一時期禁止された。1925年に再建され、党に従属する組織として再出発した。党集会の警備やパレード行進の他、ドイツ社会民主党（SPD）の国旗団やドイツ共産党（KPD）の赤色戦線戦士同盟などとの街頭闘争を行った。はじめフランツ・プフェファー・フォン・ザロモンが突撃隊最高指導者として指揮したが、党首アドルフ・ヒトラーとの軋轢から1930年に辞職。以降はヒトラー自らが最高指導者に就任するとともに、日常的指揮は突撃隊幕僚長に任命されたレームに委ねられた。1933年にナチスが政権を獲得すると、突撃隊は補助警察となり、政敵の摘発や弾圧にあたった。しかし突撃隊は失業に喘ぐ下層民が多い大衆組織であったため、社会主義的な思想を持つ隊員も多く、国防軍などの保守勢力との連携を深めるヒトラーにとって厄介な存在となり、1934年6月末から7月初旬にかけてレーム以下突撃隊幹部が親衛隊（SS）によって粛清された（長いナイフの夜）。粛清後は勢力を失い、重要な役割のほとんどが親衛隊に移され、突撃隊は国防軍入隊予定者の訓練を主任務とするようになり、第二次世界大戦の敗戦まで存続した。

## 歴史

### 前身
ヴァイマル共和政期のドイツでは、政党の集会や演説会に他党の党員・支持者が殴り込みをかけるのが日常化しており、各党は警備や他党派攻撃のための武装組織を保有していた。バイエルン州ミュンヘンで活動するDAPも例外ではなかった。1919年11月のエーベルブロイケラーでのDAP党集会において、初めて会場警備を専門とする部隊が設置された。この会場警備部隊はDAPがナチスに改組された後の1920年夏に「整理隊」と名付けられ、党集会の防衛や敵対政党への妨害活動に動員された。発足当初の隊員数は25名程度で、エミール・モーリスが隊長を務めた。

### クリンチュ時代

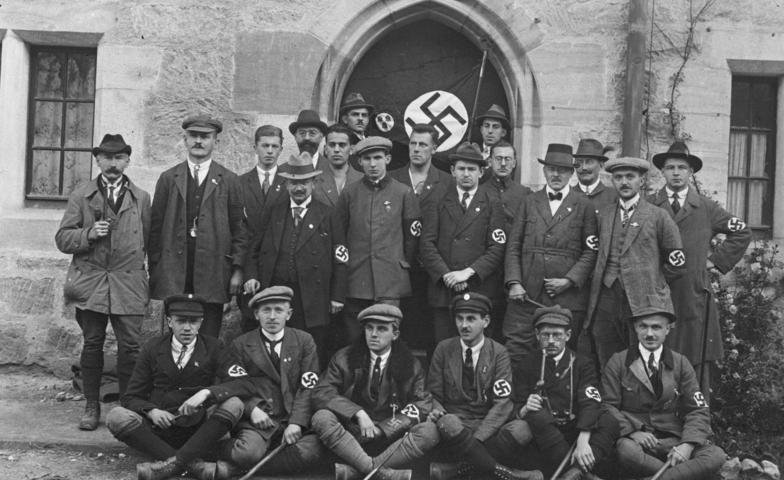
「コーブルク闘争」事件当日の記念写真（1922年）

1921年7月29日、ミュンヘンに駐留する陸軍第7軍管区司令部将校エルンスト・レーム大尉（彼は義勇軍と志願制郷土軍の維持強化の任にあたっていた）の支持を取り付けたアドルフ・ヒトラーがナチ党首アントン・ドレクスラーを失脚させ、代わって党首に就任した。
党首となったヒトラーは同年8月3日に「整理隊」を「体育およびスポーツ部（Turn- und Sportabteilung）」と改称のうえ、ハンス・ウルリヒ・クリンチュ元海軍少尉を新しい隊長に任じた。
クリンチュはナチ党員ではなく、エアハルト海兵旅団から派生した極右テロ組織「コンスル」のメンバーであった。この人選はレーム大尉の要請によるものであった。レームは政府により禁止された義勇軍や郷土軍を体育およびスポーツ部に送り込み、義勇軍の維持を図ろうとしていた。そのためにクリンチュを新しい隊長に推挙したのだった。一方ヒトラーもエアハルト海兵旅団を高く評価していたので、この要請を承諾したという。以降、義勇軍組織（特にエアハルト海兵旅団）とナチスの連携関係ができあがった。
9月10日にヒトラーは体育およびスポーツ部を改組して突撃隊を創設することを発表した。11月4日にナチ党集会に乱入してきたSPD党員800人を50人足らずの体育およびスポーツ部が撃退し、これを機に、突撃隊の名称が正式に与えられた。
突撃隊となった後も隊長は引き続きクリンチュが務めた。初期の突撃隊幹部は、ヒトラーの要請に応じて派遣されたエアハルト海兵旅団の指導者たちが占めていた。クリンチュと、後に突撃隊最高指導者となるフランツ・プフェファー・フォン・ザロモンはその代表である。クリンチュらの俸給はエアハルト海兵旅団から支払われており、派遣された団員達は引き続き同団の指揮下にあり、半独立的な義勇軍組織としての一面を持っていた。エアハルト海兵旅団はカップ一揆に参加して非合法化されたため、突撃隊への参加は組織を温存するためにも有効であった。またこの時点のナチスにもエアハルト海兵旅団の高い声望を利用し、オーバーバイエルン全体に勢力を広げることができるというメリットがあった。そして軍の立場からナチスに関与していたレームにも、連合国によって解散命令の出たドイツ義勇軍隊員の受け皿として、突撃隊拡充は歓迎すべきことであった。やがてエアハルト海兵旅団のみならずベルリンのロスバッハ突撃隊のミュンヘン支部のエドムント・ハイネスらも突撃隊に参加するようになった。
ヒトラーは再三にわたって「突撃隊は党の組織であって、党中央の決定に従わねばならない」ことを強調したが、こうした他の組織から来ている隊員らは、あまりナチスの規律を気に留めなかったという。1923年3月まで突撃隊への実質的な指示は、ミュンヘンの義勇軍の統括者たるレームが行っており、そのためヒトラーもしばしば彼の元を訪れなければならなかった。とはいえ突撃隊に流れてくる義勇軍兵士は義勇軍の中でも「政治化」した部類の者たちが多かった。ヒトラーと義勇軍の間に政治的意見の相違はほとんどなかったから、ほとんどの場合彼は突撃隊を自由に政治運動へ参加させることができた。この頃の突撃隊員は、ミュンヘン市内での交通費・飲食費などは自腹であり、末端の突撃隊員にとっては頻繁に動員されることは重い負担であったが、自己の信念から自発的に参加し続けていた。ミュンヘン一揆前の突撃隊は他の義勇軍とほとんど変わりがなく、軍事・政治知識の授業、隊列を組んでの行進、党および友好団体への参加などを行っていた。
この頃の隊員数は1921年末の時点で100人未満、1922年9月の時点で800人未満であったと推定されている。1922年夏に突撃隊は百人隊と呼ばれる単位によって編成されることとなったが、百人隊は必ずしも100人の隊員がそろっていたわけではなかった。
1922年3月18日には年齢的に突撃隊に入隊できない若年層のために青少年部を設置することが発表された。これが後のヒトラーユーゲントとなる組織であるが、当初は突撃隊の下部組織と定められていた。ヒトラーユーゲントが突撃隊から独立するのは1932年5月になってのことである。

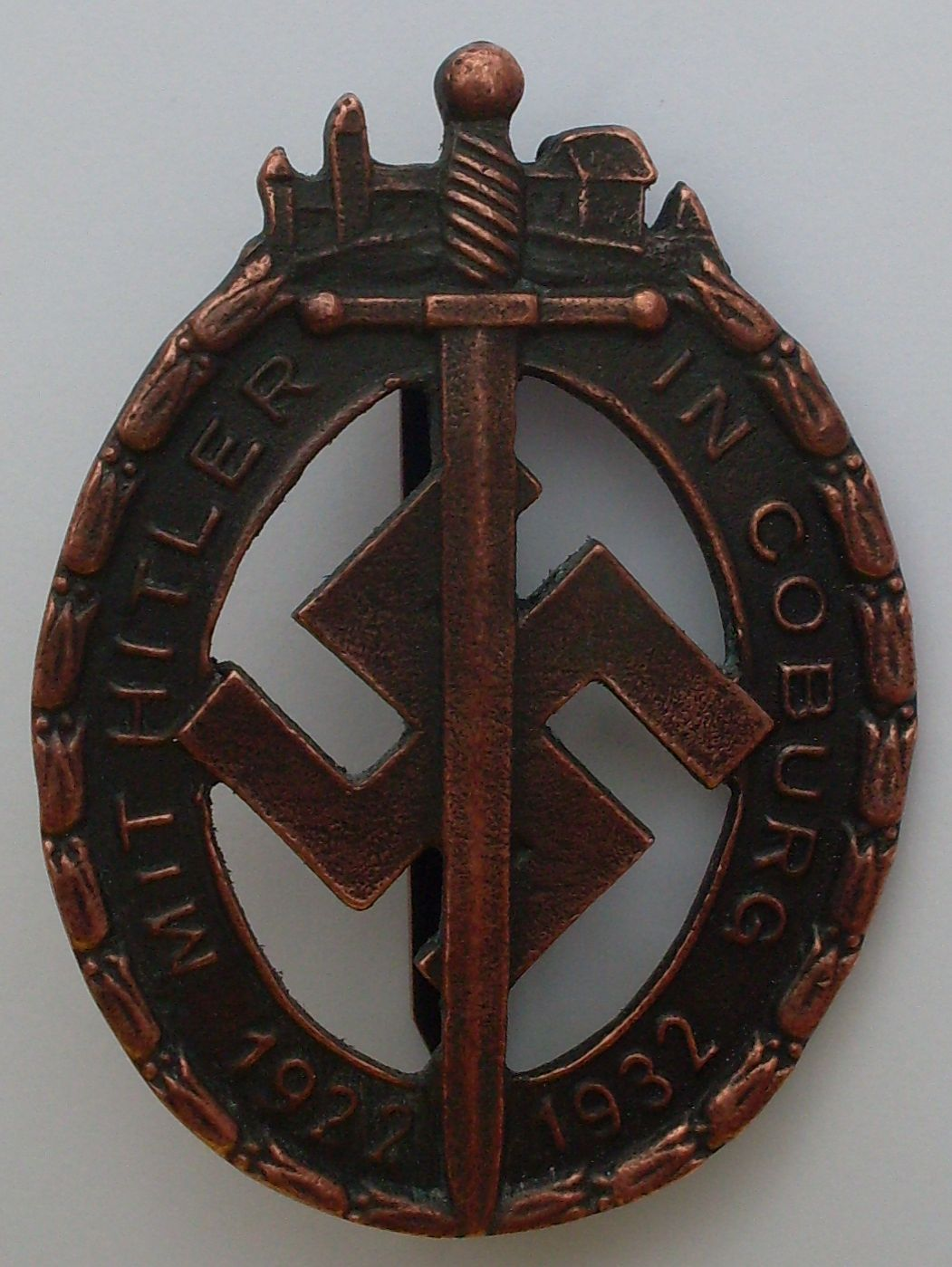
コーブルク闘争名誉章

1922年10月14日、ヒトラーとナチスは「ドイツの日」という右翼諸政党が開催していた愛国的集会に参加するためにコーブルクを訪れた。そこで集会に反対する共産主義者のデモ隊と口論になり、初めてナチスがミュンヘンの外で他勢力と争った。 これらの事件をヒトラーは後に『我が闘争』に「コーブルクへの列車」として記し、ナチス、とりわけ突撃隊の重要な闘争史として位置づけた。10年後の1932年、闘争10周年を記念して「コーブルク闘争名誉章」が制定され、闘争参加者に授与された。

#### 1922-23年頃の編成
- 第1百人隊（1. Hundertschaft） － 指揮官：カール・ベッゲル
- 第2百人隊（2. Hundertschaft） － 指揮官：ヨーゼフ・リードル
- 第3百人隊（3. Hundertschaft） － 指揮官：ヴィルヘルム・レムケ
- 第4百人隊（4. Hundertschaft） － 指揮官：ヒューベルト・ホッホグラッスル
- 第6SA百人隊（6. SA-Hundertschaft） － 指揮官：フォークト
- 第9百人隊（9. Hundertschaft） － 指揮官：ハンス・ツェーバーライン
- 第11SA百人隊（11. SA-Hundertschaft） － 指揮官：ルドルフ・ヘス
- 第13百人隊（13. Hundertschaft） － 指揮官：シュティーガー
- 第17SA百人隊（17. SA-Hundertschaft） － 指揮官：ヨーゼフ・ベルヒトルト
- 第20SA百人隊（20. SA-Hundertschaft） － 指揮官：エドムント・ハイネス
- 第25百人隊（25. Hundertschaft） － 指揮官：フランツ・クサーヴァー・ヒルシュボルト

### ゲーリング時代

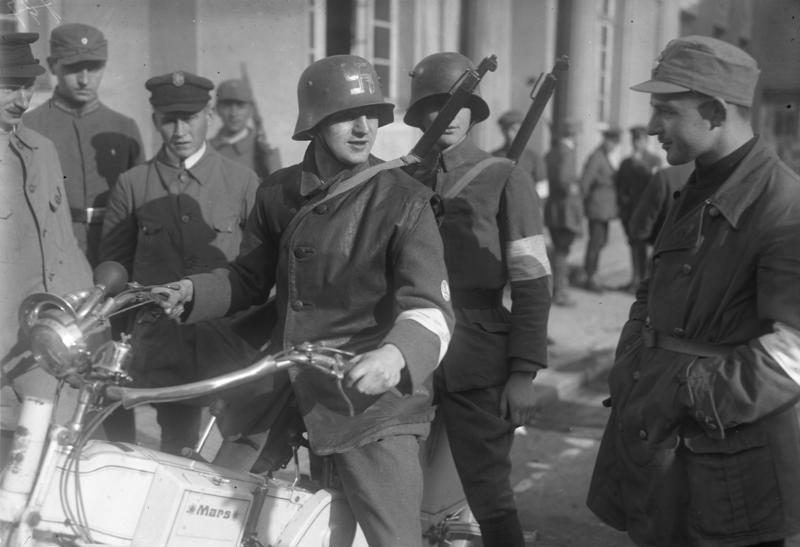
小銃で武装し、バイクでパトロールする突撃隊員（1923年）

1923年1月にフランス軍が「ドイツのヴェルサイユ条約不履行」を理由にルール地方を占領した。ドイツ陸軍総司令官ハンス・フォン・ゼークト大将は憤慨し、「フランスによる不法占領には再軍備で答える」と宣言した。その影響で突撃隊もミュンヘンの国軍第7軍管区司令部から民間防衛組織として軍の指揮下に入る事を求められた。ヒトラーは当初嫌がっていたが、レームの説得でしぶしぶ了承した。こうして3月から突撃隊は軍の訓練を受ける事となった。
しかし突撃隊の実質的な指揮権までも軍に奪われる事を恐れたヒトラーは、レームの息のかかったクリンチュを解任して自身の熱心な支持者であったヘルマン・ゲーリングを代わりの突撃隊司令官に任じている。ゲーリングはエアハルト旅団から参加した信用のおけない隊員を一掃し、突撃隊をヒトラーに忠誠を誓う組織に改編していった。ゲーリングは突撃隊を3個大隊からなる1個連隊で編成し、13個中隊で1個大隊を構成させた。連隊長にはヴィルヘルム・ブリュックナーが就任した。隊員数も増し、1923年11月のミュンヘン一揆までに3000人ほどになった。

#### 1923年頃の編成
- ミュンヘンSA連隊（Münchener SA-Regiment） － 指揮官：ヴィルヘルム・ブリュックナー
  - ミュンヘンSA第1大隊（1. Bataillon der Münchener SA） － 指揮官：カール・ベッゲル
  - ミュンヘンSA第2大隊（2. Bataillon der Münchener SA） － 指揮官：ヨーゼフ・ベルヒトルト（初代）
エドムント・ハイネス（1923年7月-11月）
  - ミュンヘンSA第3大隊（3. Bataillon der Münchener SA） － 指揮官：ルドルフ・ヘス（初代）
ハンス・クナウス（?-1923年11月）

突撃隊の訓練を行ったのは軍の工兵第7連隊と歩兵第19連隊第一大隊で、突撃隊は小銃、機関銃等の扱いを学んだ。また突撃隊に砲兵隊や騎兵隊、自転車中隊や軍楽隊などの組織が作られることになった。軍の影響力はさらに強まり、7月11日には「（突撃隊は）党の地区組織や党指導部から分離された、国民社会主義運動内部における別個の組織である。隊は突撃隊司令部の命令に従う」という命令が出された。
8月13日にグスタフ・シュトレーゼマン内閣が成立し、これまでドイツ政府が取ってきたフランス軍ルール地方占領への「受動的抵抗」路線が放棄され、西欧列強との関係回復を目指すことになった。これに反発した右左双方によるシュトレーゼマン批判が強まった。
ミュンヘンでも中央政府打倒の機運が高まった。これに乗じてヒトラーは9月2日に突撃隊やオーバーラント義勇軍などを結集させて右翼軍事組織連合「ドイツ闘争連盟」を結成させた。実質的指揮権はヒトラーが握りつつ、エーリヒ・ルーデンドルフ歩兵大将に名誉総裁に就任してもらっている。中央政府への批判を強め、バイエルン州総督グスタフ・フォン・カールによる「ベルリン進軍」の動きを支持するようになった。しかしやがてカールは中央政府からの圧力でベルリン進軍を日和見するようになり、これに固執するナチスを除外した右翼大連合政府を立ち上げようとしたため、ヒトラーは一揆を起こすことを決意した。9月26日にはレームも軍を退役し、ヒトラーの下に参じた。

### ミュンヘン一揆

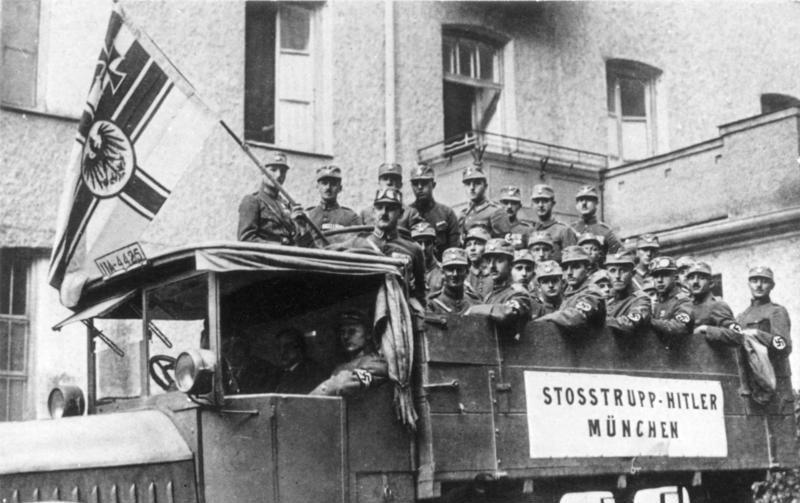
党集会に参加する「ヒトラー・ミュンヘン特攻隊」（1923年）

1923年11月8日午後8時30分、ヒトラーはドイツ闘争連盟を率いて、カール総督らが演説中のビュルガーブロイケラーを占拠し、一揆を起こした。ただし連絡が不十分であったため、突撃隊員全員が一揆に参加したわけではなかった。たとえば突撃隊第1大隊（600名）は100名ほどしか参加していない。第1大隊はオーバーラント義勇軍第3大隊とともに国軍第19連隊第1大隊から武器を確保しようとしたが、交渉に失敗して退却、その後ビュルガーブロイケラーへ帰還した。第2大隊は郷土軍が解散の際に隠した武器を確保してヴィッテルスバッハ橋で小休止した。第3大隊はビュルガーブロイケラーで待機した。一方レームは「帝国旗団」や「ミュンヘン闘争団」、突撃隊の一部を率いて軍司令部を占拠した。また突撃隊の学生グループはルドルフ・ヘスの指揮のもとに州首相オイゲン・フォン・クニリングらの監禁にあたった。
軍の協力は得られず、逆に鎮圧軍が編成されたのを知ったヒトラーは、11月9日12時30分、ルーデンドルフとともにドイツ闘争同盟を率いてミュンヘン中心部のオデオン広場へ向かってデモ行進を開始した。「ヒトラー・ミュンヘン衝撃隊」が隊列の左側、オーバーラント同盟が隊列の右側、そして突撃隊は隊列の中央に付いて行進した。しかし警官隊から銃撃を受けて失敗した。突撃隊司令官ゲーリングは腰に銃弾を受けて倒れ、突撃隊員に運ばれてその場を逃れ、オーストリアへ国外逃亡した。一方マックス・エルヴィン・フォン・ショイブナー＝リヒターと腕を組んでいたヒトラーは彼が撃たれた時に一緒に引きずられて倒れ、肩を脱臼した。突撃隊員に抱えられてその場を離れたが、結局逮捕された。軍司令部を占拠したレームたちも午後2時頃に鎮圧軍に投降した。

### 禁止時代
ヒトラーやレームら逮捕された一揆指導者は裁判にかけられ、1924年4月1日に判決が下った。ヒトラーは城塞禁固刑5年の実刑判決（ただし執行6カ月後に保護観察に切り替える事も公約）、レームは1年3カ月の有罪判決を受けたが、彼は判決のその日のうちに仮釈放を受けた。ランツベルク刑務所に収監されることとなったヒトラーは突撃隊やドイツ闘争連盟をレームに委任した。

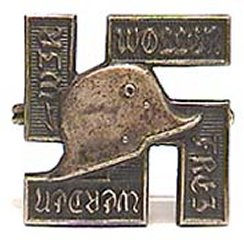
『フロントバン』隊員バッジ

レームは5月31日にドイツ闘争連盟の元隊員を集めてフロントバンを組織した。さらに他の全国準軍事組織との連絡のためにフロントリンク（Frontring）を結成した。8月28日にフロントバンの正式な設立大会が行われ、ヒトラー、ルーデンドルフ、アルブレヒト・フォン・グレーフェの三人が政治指導者、レームが軍事指導者と定められた。またルーデンドルフが名誉総裁に就任している。フロントバンの隊員数は3万人にものぼったが、統一性は弱く、小右翼軍事組織の寄せ集めであった。また、突撃隊員が全員参加したというわけではなかった。フロントバンは突撃隊よりも政党から独立した準軍事組織の性格が強く、こうした非政治色に反発し、参加を見合わせた隊員も多かった。

### 再建

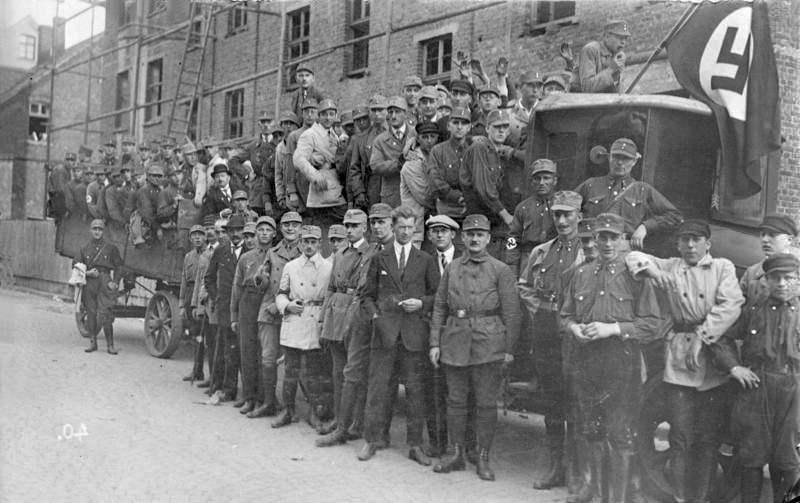
1926年7月、エッセン大管区指導者ヨーゼフ・テアボーフェン（背広の人物）とエッセンの突撃隊員達

1924年12月20日にヒトラーは仮釈放され、1925年2月27日にビュルガーブロイケラーでナチスの再結党を宣言した。フロントバン・ミュンヘン司令部の隊員達が真っ先に党に復帰して突撃隊の活動を再開した。それ以外の隊員達も1925年末までにほとんどが突撃隊へ戻った。フロントバンに残っていた最後の者たちは「人狼団」に吸収されて消滅した。一方でフロントバンの隊員の中にはルーデンドルフがフロントリンクを改組した「タンネンベルク同盟」に参加した者もいる。
3月末から4月にかけてヒトラーとレームは突撃隊の再建にあたって、突撃隊をナチ党から独立した準軍事組織にするか党に従属する党の宣伝・集会防衛組織にするかで激論した。前者の立場がレーム、後者がヒトラーの立場である。結局二人は決裂し、4月30日にレームは突撃隊司令官職とフロントバン司令官職を辞し、政界を去った。
ヒトラーは5月24日に突撃隊の再建命令を下したが、どこの党支部も組織の再建で手いっぱいであり、手が回らなかった。バイエルンでは比較的早期に突撃隊が再建されたが、それ以外の地区ではだいたい1926年春ごろ以降に再建されている。ベルリンではクルト・ダリューゲ、ルール地方ではヴィクトール・ルッツェが中心となり、突撃隊の再建が行われた。
再建時から突撃隊の制服にはロスバッハ突撃隊指導者ゲアハルト・ロスバッハ中尉が1924年に安価に入手した褐色シャツ制服が使用されるようになった（詳細については後述）。

### ザロモン時代

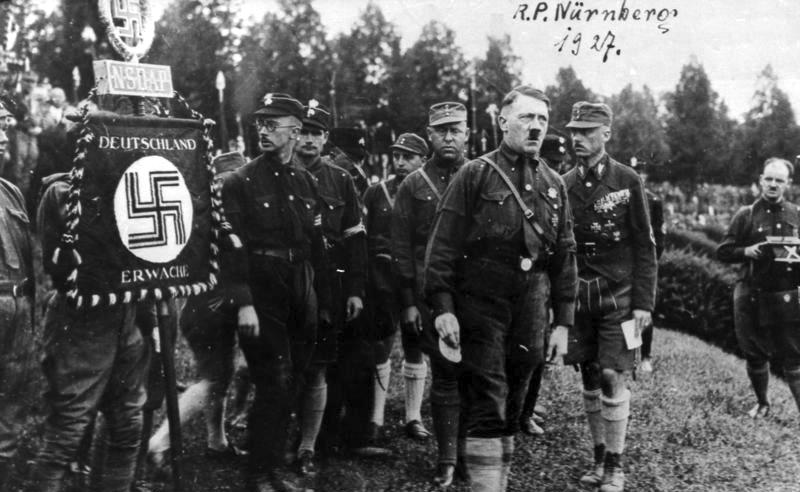
1927年8月、ニュルンベルクでの党大会。ヒトラーの右後ろの人物が突撃隊司令官フランツ・プフェファー・フォン・ザロモン

党組織の再建がだいぶ進んでくると、ヒトラーは突撃隊を各支部ではなく、中央からコントロールすることを希望するようになった。1926年7月27日にヒトラーは、9月1日より突撃隊最高指導者（OSAF）を新設し、フランツ・プフェファー・フォン・ザロモンを11月1日から同職に就任させると発表した。
ザロモンは直ちに支部集団単位になっていた突撃隊を中央集権型の組織体制へ変更した。旅団（2〜5個連隊で構成）、連隊（2〜5個大隊で構成）、大隊（2〜4個中隊で構成）、中隊（5〜8個団で構成）、団（6〜12人で構成）という指導者原理に基づく垂直組織で構成させ、特に大隊を日常の活動の基本単位とした。1927年初頭には、18個大隊が編成された。突撃隊員はザロモンに忠誠を誓い、彼は党中央執行部のメンバーとして議長であるヒトラーに忠誠を誓う形となった。しかしこのために、大管区指導者など党の政治組織の指導者からの指示に突撃隊が従う必要がなくなってしまい、後々の対立を招くことになる。
隊員数は、ザロモンの隊最高指導者就任時に2万人、1927年8月に3万人、1929年8月には5万人、1930年10月には6万人ほどになった。隊員は大多数が10～20代の若者たちであり、1929年になると旧帝国軍人や義勇兵であった者が突撃隊の中で25%程度にまで減り、大多数は従軍経験のない世代に変貌した。

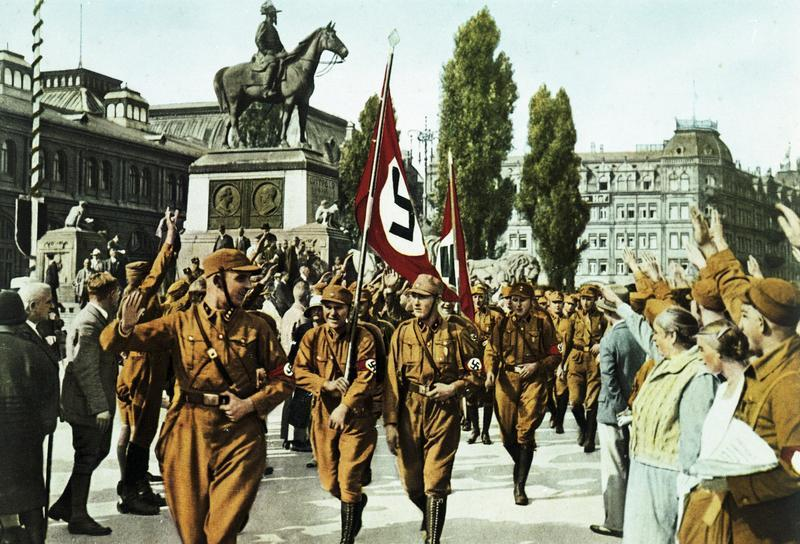
ニュルンベルクで突撃隊部隊を率いて行進するホルスト・ヴェッセル（1929年、着色写真）

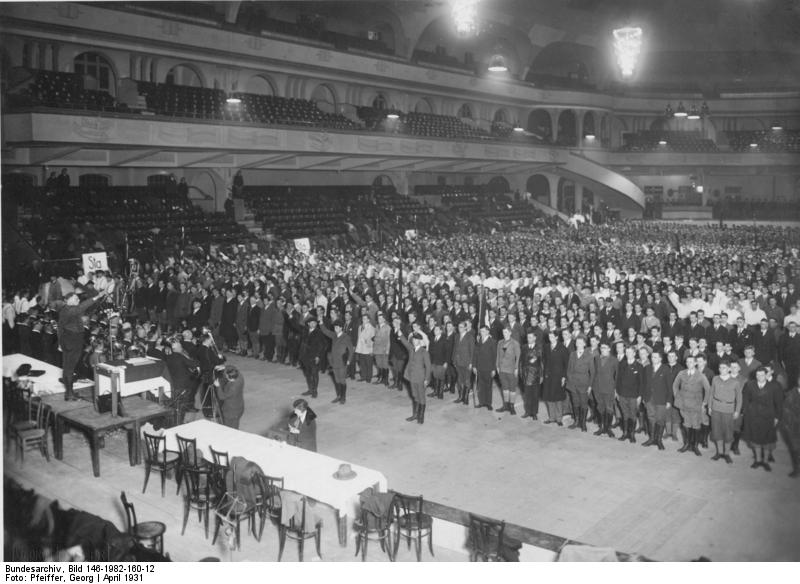
制服の着用が禁止された時期の集会。　ベルリン・スポーツ宮殿（1931年）

1930年1月14日、突撃隊員ホルスト・ヴェッセルが赤色戦線戦士同盟隊員に銃撃され、瀕死の重傷を負う事件が起き、2月23日にその傷が原因で死去した。ヴェッセルはヨーゼフ・ゲッベルスによって殉教者として宣伝に利用されるとともに、彼が作詞した「旗を高く掲げよ」は党歌となった。
同年3月頃にはナチスのヤング案反対闘争で突撃隊員の暴力活動が増えた。ヒトラーは突撃隊を禁止される恐れがあることから過剰な暴力活動を嫌がっていたが、禁止しすぎれば離隊者が増える恐れがあったので、なかなか厳しい締め付けを出来なかった。結果、国旗団や赤色戦線戦士同盟などの左派武装組織との路上闘争が激しくなり、死傷者が頻繁に出るようになった。そのため6月5日にバイエルン州でナチスの制服が禁止され、さらに6月11日にはプロイセン州政府、6月13日にはバーデン州でも禁止された。このため党は対抗措置として制服を白シャツに代えることで規制を切り抜けた。
ザロモンは突撃隊の福祉制度の充実も図った。負傷保険制度（突撃隊員の給与の一部を保険として積み立て、負傷した際に負傷の程度に応じて保険金を得られるシステム）を導入し、また労働組合の「労働者ハウス」にならって「突撃隊ハウス」を各地に作るようになった。ここは失業者隊員の宿泊施設であり、また隊員のクラブとなった。
ザロモン時代に様々な組織が突撃隊のもとに創設・あるいは傘下に入れられた。1926年に彼が最高指導者に就任した直後に親衛隊が傘下となっており、1934年までその状態が続いた。また1930年中に航空突撃隊（Flieger-SA）、自動車突撃隊（Motor-SA）、海上突撃隊（Marine-SA）が創設されている。このうち航空突撃隊は、1933年にドイツ空軍の前身ドイツ航空スポーツ協会（DLV）に吸収され、自動車突撃隊は1934年に国家社会主義自動車軍団（NSKK）として突撃隊から独立している。

### シュテンネスの反乱

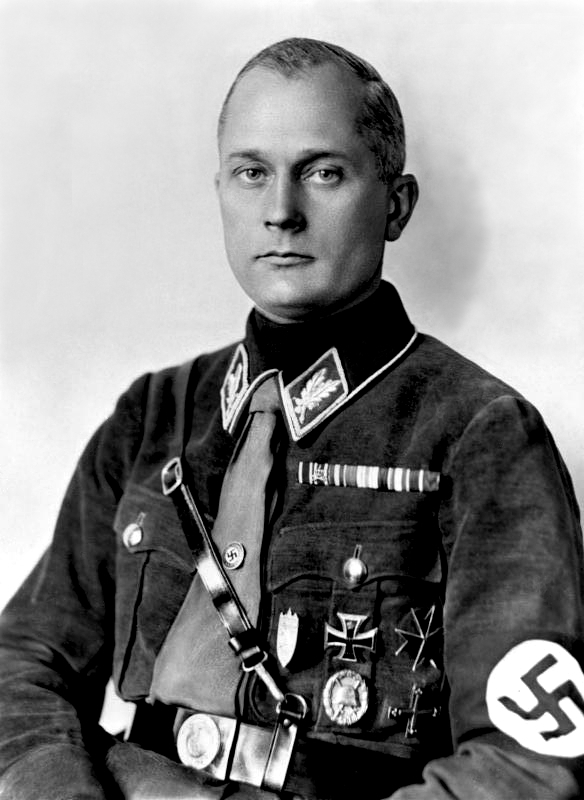
ヴァルター・シュテンネス

ナチスが有力政党として活動するようになると、保守勢力と協調する必要が生まれた。このため社会主義的な思想を持つ古参党員や党内左派の不満が増大した。特に突撃隊は労働者階級が多数を占めていたため、そういう者が多かった。
1930年7月18日に国会が解散された後の8月1日、ザロモンは突撃隊指導者を国会議員選挙名簿に加えるよう要求したが、ヒトラーは「突撃隊員を国会議員にすれば本来の突撃隊の任務が疎かになる恐れがあるし、また政治組織と突撃隊の区別も曖昧になる」としてこれを拒否した。不服に思ったザロモンは8月12日に突撃隊司令官を辞職したため、9月1日にヒトラーが自ら突撃隊最高指導者に就任することになった。これが直接の引き金となり、各地の突撃隊員が党の政治組織から依頼された宣伝活動をボイコットするようになった。一番過激だったのはベルリンの突撃隊だった。1930年8月28日に突撃隊ベルリン東部指導者であったヴァルター・シュテンネスがミュンヘンの党本部に対してベルリン大管区指導者であったゲッベルスの解任を要求した。党本部がこれを拒否すると、8月30日にシュテンネス一派はベルリン大管区本部の襲撃を開始した。ゲッベルスはクルト・ダリューゲの親衛隊部隊を投入したが、突撃隊の方が数に勝り、鎮圧に失敗した。結局ゲッベルスは警察に介入してもらって鎮圧した。9月1日にはヒトラー自らがベルリンを訪れてシュテンネスを直接説得してひとまず収めた。
ヒトラーは、突撃隊の監視を強化するため、1930年11月7日に親衛隊は突撃隊指揮官の命令に従う必要はないと定めた（ただし形式的には長いナイフの夜事件まで親衛隊は突撃隊の傘下にあった）。

### レーム時代

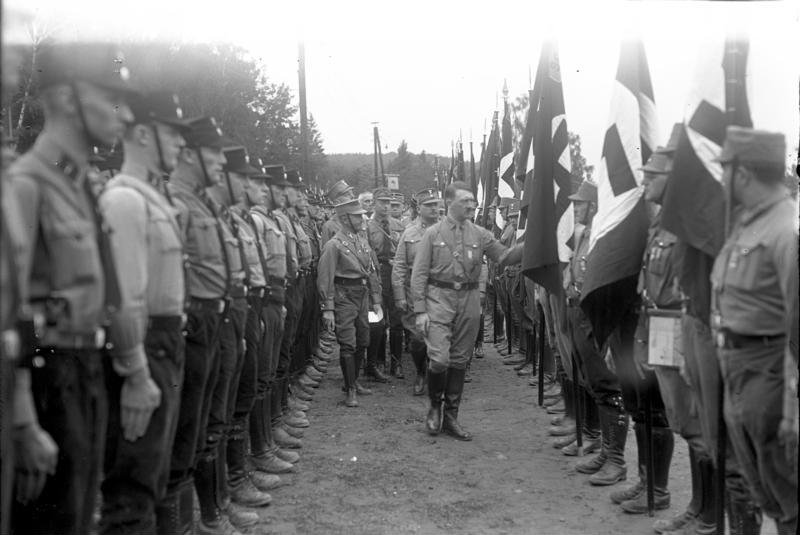
突撃隊員を閲兵するヒトラーとレーム（1931年9月）

選挙後の1930年11月末にヒトラーは突撃隊暴動再発を阻止すべく、隊員の待遇改善を約束し、隊員の人望厚いレームを南米ボリビアから呼び戻して突撃隊幕僚長に据えることを宣言した。1931年1月5日にレームを正式に突撃隊幕僚に任じた。
1931年春、レームによって突撃隊を政治組織に従属させるための機構改革が行われた。大管区の突撃隊連隊は大管区指導者の指揮下とした。これによって大管区指導者は政治宣伝やデモに突撃隊員を動員できるようになった。突撃隊の編成も変更した。全国を4つ（後に5つ）の上級集団に分け、その下に総計18の集団を置き、集団は複数の連隊をもって構成させた。4人の上級集団長は、ベルリン上級集団長ヴォルフ＝ハインリヒ・フォン・ヘルドルフ伯爵、ハノーファー上級集団長ヴィクトール・ルッツェ、コブレンツ上級集団長アウグスト・シュナイトフーバー、インゴルシュタット上級集団長ハンス・ゲオルク・ホフマンだった。
1931年4月2日にシュテンネスの再反乱があったが、ゲッベルスが動員したダリューゲの親衛隊部隊が鎮圧に成功した。鎮圧後、ゲッベルスは反乱に参加した突撃隊員を片っ端から除名した。結果、シュテンネス一派の1万人が去ることとなった。
しかしこれによって突撃隊の過激派勢力が弱まったわけではなかった。ヒトラーやレームは党勢拡大のために入隊希望者を無制限に受け入れ、彼らに食事や宿舎の提供を行った為に世界恐慌の影響で巷にあふれかえる失業者がナチスや突撃隊に続々と参加したためである。こうした者は反資本主義的で革命的な政治的急進派が多かった。こうした革命志向の隊員達は、「制服は褐色だが中身は赤い」としてステーキに例えられていた。
1930年には7万人だった突撃隊隊員数は1931年末には17万人、ナチ党が政権を獲得する直前の1933年1月には50万人以上に達した。結果として隊員の質の低下は避けられず、しばしばゴロツキ同然の振る舞いを行う突撃隊員が増加した。またあまりに増大した突撃隊員に対する待遇は悪化した。突撃隊はますます過激化し、隊員達はヒトラーの「合法路線」にしびれを切らして、武装蜂起を求めるようになった。レームも隊員の不満を抑えるためにこうした声を代弁するようになり、1931年末にはヒトラーに武装蜂起を進言している。
1932年3月、ヒトラーが大統領選挙に出馬し、30パーセントの票を獲得した。4月14日、ナチ党の勢いを恐れたハインリヒ・ブリューニング首相が突撃隊と親衛隊の禁止命令を出し、各地の突撃隊施設が当局に差し押さえられた。しかしこの禁止命令に国防次官クルト・フォン・シュライヒャーは反対であり、彼はナチ党と連携して倒閣活動を行った。その結果、ブリューニング内閣は倒れ、6月1日にシュライヒャーを国防相とするフランツ・フォン・パーペン内閣が成立した。パーペン内閣のもとで6月16日に突撃隊・親衛隊禁止命令は解除された。
一方レームが突撃隊幕僚長になってから突撃隊内では同性愛が公然化していた。社民党の機関紙『ミュンヒナー・ポスト』も「ナチスは反同性愛政党でありながら身内の同性愛行為には目をつぶっている」と批判した。当時のドイツでは同性の性交渉は刑法175条によって禁止されていた（この条項は1994年になって廃止された）。レームは「私のところにいる男たちは法律に反した特別な事（＝同性愛）に慣れねばならない」と述べており、突撃隊で同性愛が横行したのは彼らの革命的性質とも無関係ではなかったようである。

### 政権掌握

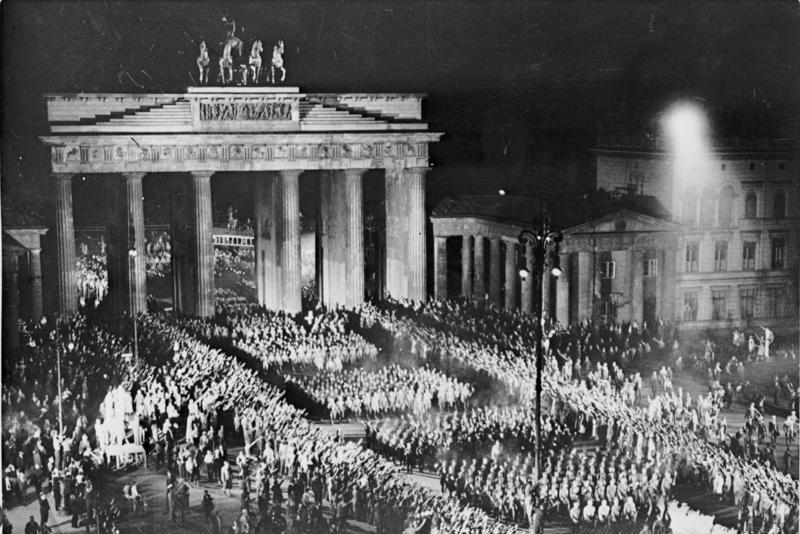
ヒトラーの首相就任を祝い、ブランデンブルク門を松明行進する突撃隊員たち（1933年1月30日）

1933年1月30日夕刻、ヒトラーのドイツ首相就任を知った人々は大統領官邸に押し寄せていた。午後6時頃にヒンデンブルク大統領とヒトラーとパーペン副首相が人々の前に姿を見せた。続いて松明を持った突撃隊がベルリン市内を行進し、その勢いを示した。ベルリンは翌1月31日に入った午前1時ぐらいまでお祭り騒ぎになった。
社会民主党勢力の強いプロイセン州の内務大臣となったゲーリングは、突撃隊と親衛隊の隊員を警察幹部に就任させた。ハノーファー警察長官にヴィクトール・ルッツェ、ドルトムント警察長官にヴィルヘルム・シェップマン、ブレスラウ警察長官にエドムント・ハイネス、ポツダム警察長官にヴォルフ＝ハインリヒ・フォン・ヘルドルフなどが就任している。

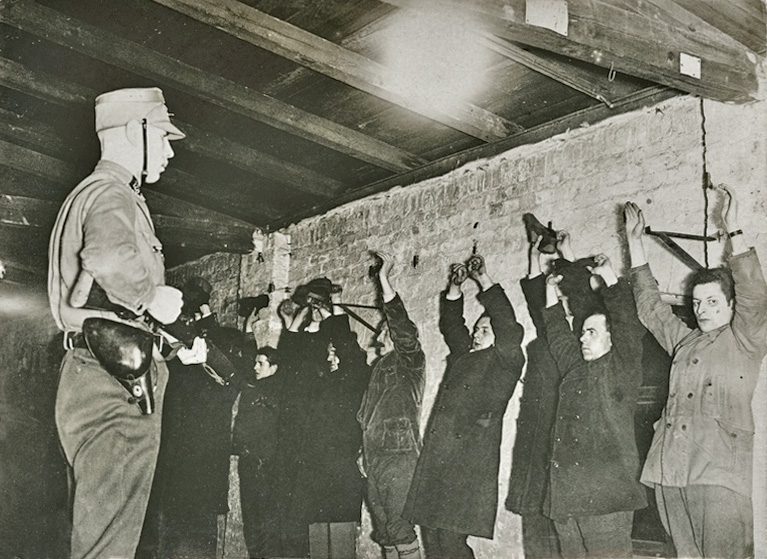
突撃隊の屯所に連行された共産党員（1933年3月6日）

ゲーリングは1933年2月20日に突撃隊員と親衛隊員合わせて5万人と鉄兜団1万人をプロイセン州警察の補助警察官として動員する事を決定した。2月24日には突撃隊がドイツ共産党本部カール・リープクネヒト館を襲撃している。2月27日に国会議事堂放火事件が発生すると、ゲーリングは4000人の共産党員の逮捕を命じ、4月末までに2万5000人に及ぶ大量の左翼（共産党に加えて一部社民党員も）が補助警察官によって逮捕された。彼らを収容するために突撃隊員はあちこちに私的収容所を創設した。後にゲーリングに承認され、州公認の収容所となったオラニエンブルク強制収容所はそのひとつであった。4月1日にはボイコット委員会委員長ユリウス・シュトライヒャーの指揮の下に突撃隊員がユダヤ人商店のボイコット運動をドイツ全国で行い、ユダヤ人商店を強制的に閉鎖していった。5月2日には左翼系労働組合の事務所を襲い、その財産を奪取した。6月21日には鉄兜団が突撃隊に吸収された。

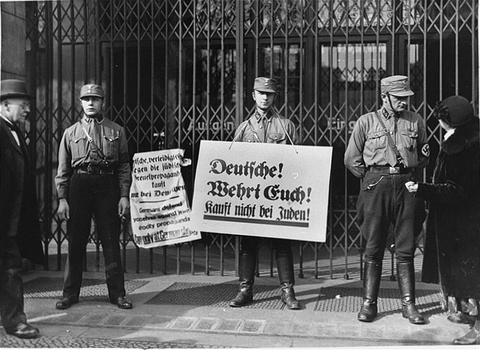
突撃隊員によるユダヤ人商店街のボイコット運動（1933年4月1日）。プラカードには「ドイツ人たちよ、自分の身を守れ! ユダヤ人から物を買うな!」と書かれている

ハインリヒ・ヘルトのバイエルン州政府が解体された後、レームは同州の州委員に任じられた。1933年3月12日にレームはバイエルンの7つの郡知事庁に治安維持と政敵排除に責任を負う「突撃隊最高指導部特別委員」を設置させ、彼らの指揮下に突撃隊を補助警察官として配置した。レームはこの「突撃隊最高指導部特別委員」制度を他の州にも導入させようと図り、5月にプロイセン州で導入され、その後他の州でも続々と導入された。
しかしヒトラーもドイツ内相ヴィルヘルム・フリックもプロイセン州首相・内相ゲーリングも過激派の多い突撃隊に警察権力を集中させることには反対だった。警戒したゲーリングは1933年8月には補助警官隊に解散を命じ、他の州も続々とゲーリングに倣って補助警官隊を解散させた。ごく一部の突撃隊員が正規の警察官として採用されたが、他の大多数の突撃隊員は補助警察官として支給されていた給料を切られ、失業者に戻された。そのため突撃隊の不満が高まり、彼らは「第二革命」を叫ぶようになり、1933年8月以降ドイツ各地で暴動を起こすようになった。

### 第二革命
結党から政権掌握までのナチス党史において、突撃隊が大きな力になったことは明らかであったが、独裁体制が安定するにつれて必要性は薄れ、ヒトラーにとって持て余す存在となっていった。保守派との協力を重視するヒトラーは、クルップ・フォン・ボーレン＝テュッセン雇用者協会を復活させたり、大百貨店に敵対する小売業闘争同盟を解散させるなど、保守政策を次々と打ち出したが、こうした態度は労働者階級からなり、社会主義的であった突撃隊員の不満を助長した。資本家や地主との妥協を止め、社会主義的政策を打ち出すことを求める「第二革命」運動が突撃隊内で強まった。突撃隊員の声を代弁するレームも公然とこれを唱え、ヒトラーの革命終了宣言に抵抗した。
レームは9月1日、バイエルンの突撃隊最高指導部特別委員制度を廃止し、かわりにバイエルン州政府に突撃隊特別全権官、郡政府に突撃隊特別委任官を置いた。彼らの任務は「国家社会主義革命による発展が続けられているかを、官庁と協力しながら監視する」ことであった。これによって地方行政機関を第二革命に動かそうとした。10月には、ゲーリングの支配するプロイセン州にも、突撃隊特別全権官の設置を認めさせた。彼は突撃隊政治部長ゲオルク・フォン・デッテンから国会議事堂放火事件の真相を暴露すると強請られ、渋々認めたという。各州もプロイセン州に倣って突撃隊特別全権官の設置を認めた。結果、突撃隊特別全権官による行政への横やりや命令無視が横行し、「ヒトラー政権は早晩崩壊するだろう」という噂が立つほどであった。
ヒトラーは突撃隊特別全権官と行政府を少しでも一体化させるため、1933年12月1日に「党と国家の統一のための法律（Gesetz zur Sicherung der Einheit von Partei und Staat）」を成立させ、同時にレームを無任所大臣に任じた。また、ゲーリングは12月15日、「プロイセン州市町村制度法」を導入して市町村の地方評議会員を25歳以上に限定すると定めることで、若者がほとんどを占める突撃隊員を、プロイセンの地方行政府から締め出した。

### 国軍との対立
突撃隊は国軍とも対立を深めていた。国軍と突撃隊は、1933年5月に協定を結び、突撃隊と親衛隊と鉄兜団は国防省の管轄に入ることになっていた。国軍からのスタッフの手も借りてフリードリヒ・ヴィルヘルム・クリューガー突撃隊大将の下に突撃隊員の訓練が行われ、国軍に送りだしていた。しかし、レームは東部国境守備隊の指揮権を要求し、またその武器庫を管理下に置こうとしたため、国軍と対立を深めた。
もともとレームは、貴族が中心の国軍では、旧来のプロイセン王国と同じ古い戦術思想しか持ち得ない軍隊にしかならないと考え、これにかわって突撃隊を国民軍として正規軍にするという構想があった。突撃隊は1934年春には300万人以上の人員を擁するようになっていた。うち武装兵士が50万人いた。ヴェルサイユ条約で陸軍兵力10万人に限定されていた国軍にとって、これは大いに脅威となる存在であった。一方ヒトラーは、政権の維持のためには国軍の支持が不可欠と認識しており、再軍備は国軍を以って行うと決め、レームの国民軍構想を却下していた。
ドイツの国際連盟脱退によって、ポーランドとフランスがドイツへ侵攻してくるのではないかという危機感が高まり、再軍備問題が関心を集めるようになると、レームは1934年1月15日に突撃隊特別全権官の任務を「反国家的陰謀との闘争」に限定させるなど、第二革命問題で一定の譲歩の姿勢を見せるようになったが、代わりに再軍備問題に関連して、突撃隊を正規軍にするという野望を本格的に抱くようになった。これが達成できれば、突撃隊員の失業問題は大きく改善し、第二革命など起こす必要はなくなるため、レームは革命より突撃隊正規軍化に力を入れるようになった。
ヒトラーは1934年1月2日、レームに対して友情とこれまでの功績への感謝を強調した私信を送った。その中で、安全保障は国軍に任せるべきであることを婉曲に伝えた。しかし、この手紙の真意を理解しなかったレームは、2月初めにヴェルナー・フォン・ブロンベルク国防相に対して、国家安全保障は突撃隊の任務とする書簡を送った。この書簡を見たブロンベルクは「レームは全ての国防組織を突撃隊の傘下にして国軍をただの訓練機関にしようとしている」と結論し、ヒトラーに処置を要求した。2月末、ヒトラーの仲介で国防省において、ブロンベルクとレームが協定を結び、国軍が国で唯一の武装兵力であり、突撃隊はその補助のため国境地帯の警備や予備訓練を担当することが取りきめられた。しかしレームの反発は大きかった。
1934年4月11日から15日にかけてバルト海上のポケット戦艦ドイッチュラントで、ヒトラーはブロンベルクら国軍幹部と会談し、突撃隊を抑える代わりに死期が迫っていたパウル・フォン・ヒンデンブルク大統領の死後に自らに忠誠宣誓を行う事を要請した。

### 長いナイフの夜

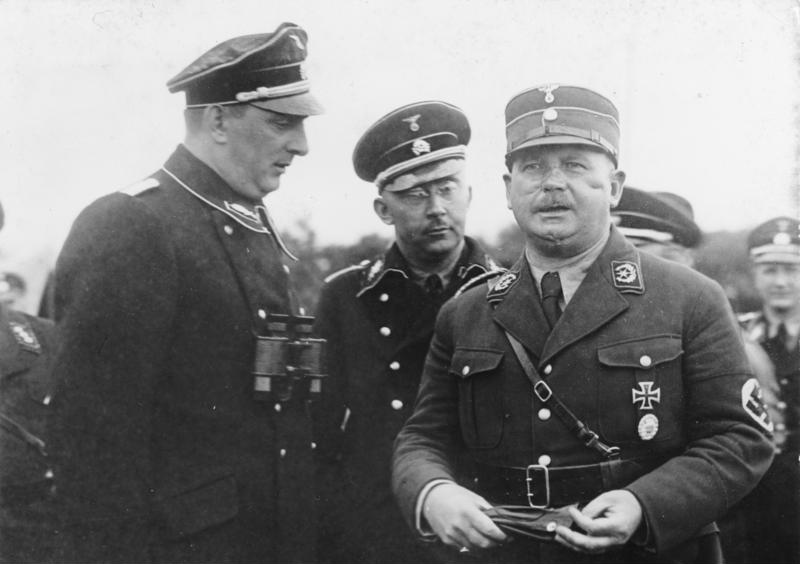
左から後の秩序警察長官ダリューゲ、親衛隊全国指導者ハインリヒ・ヒムラー、レーム（1933年8月）

ヒトラーはレーム以下突撃隊幹部粛清に乗り気ではなかったが、レームや突撃隊幹部と対立するところの多いプロイセン州首相ヘルマン・ゲーリング、親衛隊のハインリヒ・ヒムラーやラインハルト・ハイドリヒらによって突撃隊粛清の準備は進められていた。国軍軍務局長ヴァルター・フォン・ライヒェナウ少将もこの動きに協力した。
突撃隊問題に曖昧な態度をとるヒトラーに粛清を決意させるため、ヒムラー、ハイドリヒ、ゲーリングらは突撃隊の「武装蜂起計画」をでっち上げることとした。1934年4月下旬から5月末にかけてハイドリヒはレームと突撃隊の「武装蜂起」の証拠の捏造を行った。そして1934年6月はじめ頃からそれらがばら撒かれて、突撃隊による武装蜂起の噂が流れた。ヒトラーは6月4日に首相官邸でレームと会談を行った。会談の結果、高まる緊張を少しでも沈静化するため突撃隊の多くの部隊が一カ月の休暇に入り、レームも療養に入ることとなった。しかしヒンデンブルク大統領とブロンベルク国防相は、6月21日にノイデックの大統領私邸においてヒトラーに対し、もし事態の鎮静化ができないなら、権限を陸軍に移して代わりに処置させると通告した。最後通牒を突きつけられた形のヒトラーは、この日に突撃隊の粛清を決意したという。6月25日までにヒトラーはブロンベルクにレーム以下突撃隊幹部を粛清する旨を伝え、国軍もその準備に入った。
6月30日に突撃隊員が起こした暴力事件についての会議を行うとして、突撃隊幹部をバイエルン州バート・ヴィースゼーに召集、同日にヒトラーはバート・ヴィースゼーに赴いて粛清の陣頭指揮を執った。ベルリンでもゲーリング、ヒムラー、ハイドリヒらの指揮によって粛清が執行された。レーム、ハイネス、シュナイトフーバー、エルンスト、フォン・デッテンなどの突撃隊幹部が粛清された。これは長いナイフの夜と呼ばれる。

### 事件以降

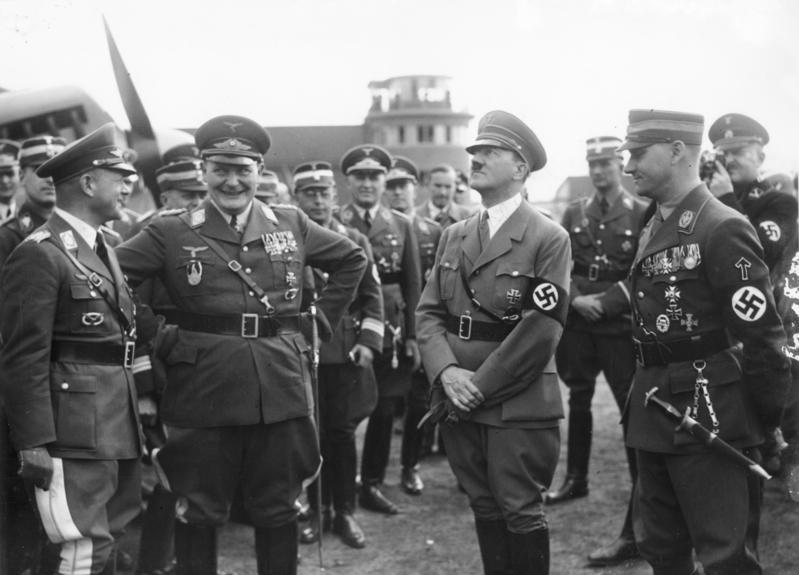
手前左よりエアハルト・ミルヒ、ゲーリング、ヒトラー、ルッツェ。空軍第134戦闘航空団「ホルスト・ヴェッセル」の委譲式典にて（1936年4月）

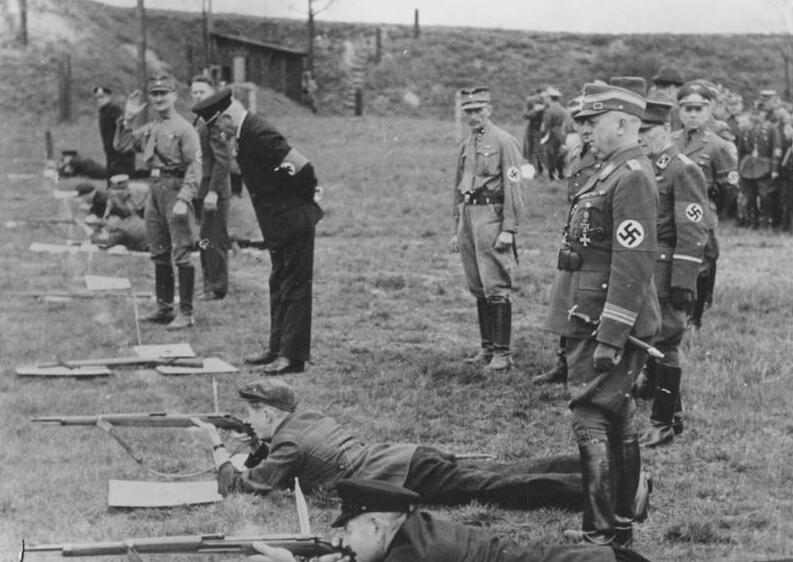
国民突撃隊への入隊予定者たちに、小口径のライフル銃を使った射撃訓練を施す突撃隊員たち。手前は突撃隊幕僚長シェップマン

レームに代わる新突撃隊幕僚長には、ヒトラーに信頼されていたヴィクトール・ルッツェが選ばれた。1943年に彼が事故死すると、後任にはヴィルヘルム・シェップマンが任じられ、敗戦までその任にあたった。
長いナイフの夜で粛清を受けたのは上層部が中心だったが、事件は若い下級隊員たちを震え上がらせるのに十分な効果があった。事件後、大きな反発もなく突撃隊の力はそぎ落とされていった。ヒトラーの指示によりルッツェはベルリン親衛隊指導者クルト・ダリューゲ親衛隊中将にドイツ東部の突撃隊の解体と再編を依頼することになった。ダリューゲによって突撃隊最高指導部（OSAF）の主要な政治部門はすべて解体され、またその財産を没収させられた。親衛隊は正式に突撃隊から独立し、オラニエンブルク強制収容所など突撃隊管理の強制収容所は親衛隊の管理下に移された。自動車突撃隊（Motor-SA）も国家社会主義自動車軍団（NSKK）として突撃隊から独立した。16あった突撃隊上級集団（SA-Obergruppen）は解体され、突撃隊の最上級の編成は突撃隊集団（SA-Gruppen）になった。突撃隊員が武器を携帯することも禁止された。隊員数もこの後減少の一途をたどることになり、長いナイフの夜の頃には400万人を超えるといわれた突撃隊の隊員数は粛清の2ヶ月後の1934年9月に260万人、1935年10月に160万人、1938年には120万人にまで減少した。1940年初頭、SAの会員数はわずか約90万人になっていた。
事件後も青年に対する軍事訓練機関としての役割は残され、これが突撃隊の主要任務となった（ただし、1939年1月に突撃隊防衛団が組織されるまで武器の使用・所持は認められなかった）。これに次ぐ突撃隊の任務は行政機関や大管区などの布告を配布・宣伝することであった。毎年冬に行われるナチ党の慈善事業、冬季貧民救済事業も突撃隊が行っていた。
1938年11月の水晶の夜事件の際、ルッツェはヨーゼフ・ゲッベルスの指示を無視して、突撃隊集団指導者たちに対して反ユダヤ暴動に参加しないよう命じていたが、結局多数の突撃隊員が党政治指導部の命令で反ユダヤ暴動に参加した。
1939年1月には、国防軍へ入隊する者の教育機関たることが突撃隊の唯一の役割と定められ、軍事訓練を担当する武装組織として「突撃隊防衛団（SA-Wehrmannschaften）」が創設された。戦争がはじまると突撃隊は国防軍に代わって入隊予定者の訓練に当たったほか、防空任務にも動員され、その他には警察・税関・親衛隊・国境警備など諸機関の補助員にも充てられた。ただ突撃隊員は兵役の義務を負い続けたため、隊員が国防軍に応召することで、突撃隊自体のマンパワーは減少の一途をたどった。また突撃隊防衛団の一部の部隊は、軍からの脱走者等を収容する強制収容所の管理や、占領地のパルチザン掃討作戦に動員された。大戦末期には、国民突撃隊に編入されている。
事件後、ルッツェはじめ突撃隊幹部は親衛隊への復讐の機会を狙っていた。ブロンベルク罷免事件で親衛隊に嵌められて失脚したヴェルナー・フォン・ブロンベルク元帥とヴェルナー・フォン・フリッチュ上級大将、またフリッチュの後任として陸軍総司令官になったヴァルター・フォン・ブラウヒッチュと接触し、彼らを親衛隊攻撃計画に誘ったりしている。ゲッベルスも日記で「ルッツェはブラウヒッチュを先鋭的な反SS運動に巻き込もうとしている。彼はいたるところでSSを非難し、不平不満を漏らし、SAが差別されていると信じている。彼は誤った道に踏み込んだ」とこの事について触れている。戦時中にもポーランド総督ハンス・フランク、東方担当大臣アルフレート・ローゼンベルク、ウクライナ総督エーリヒ・コッホなど、親衛隊から警察権力を取り戻したいと考えていた者は、大抵突撃隊を取り込んで、彼らを親衛隊にぶつけようとした。

### 戦後
戦後のニュルンベルク裁判において突撃隊は起訴された6組織の一つとなった（他にヒトラー内閣、ナチ党全国指導部、参謀本部、親衛隊、ゲシュタポ）。この裁判で親衛隊とゲシュタポとナチ党指導部は「犯罪組織」と判決されたが、一方突撃隊は「特殊な場合に置いて突撃隊の若干部隊は戦争犯罪や人道に対する罪の遂行に使用されたが、その成員が一般に犯罪行為に参加していたとかまたは知っていたということはできない」とされて有罪判決を受けなかった。

## 突撃隊の組織論
ヒトラー自身の構想を見るならば、『我が闘争』には「運動の世界観闘争の擁護と強化のための道具」というSAの規定が存在する。ナチ党の運動が必ずしもイデオロギー的・綱領的政治運動ではなくその世界観がヒトラーによって体現されたことを考えあわせると、SAはヒトラー及びナチ党の防衛組織・権力手段であり、それ以上の事がここで明記されている訳ではない。『我が闘争』ではこの規定とパラレルにSAの国防団体化・秘密組織化の否定が強調されており、ポイントは寧ろ後者にあった。この著書の刊行に先立って既に『フェルキッシャー・ベオバハター』紙上でヒトラーは再建後のSAの構想を明らかにしていた。彼はそこでSAを1923年2月以前の状態に戻すと述べている。1923年11月以前としていない点が注目される。1923年2月という時期はバイエルンに於る民間国防団体統一化の為に結成された「祖国闘争共働団の指揮下にSAが属した時期を指しており、これ以後ヒトラーの意思を離れて「ビヤホール一揆」迄にSAは益々その軍事団体的性格を強めていった。一揆の挫折は、ヒトラーをして合法戦術を以後とらしめるに至り、彼にとって民間国防団体から独立した新しい党を発足させる為にはSAの軍事団体的性格の払拭が必要であった。ヒトラーは同じ『フェルキッシャー・ベオバハター』紙の中で、SAが宣伝・集会防衛の組織であることを再確認し青年の身体訓練、共通の偉大な理念に対する規律・献身の教育、運動の秩序・啓蒙の完成をその課題に据えた。以上の様なヒトラーのSAについての展望は1920年に会場整理隊として出発したこの組織の非軍事団体的復活を宣していたものの具体的な組織構想とは言い難かった。
1926年から1930年迄の間、SA最高指導者のプフェッファー・フォン・ザロモンは鞏固でかつ弾力的な組織的枠組をSAに与え、有能な組織指導者であることを証明した。彼はSA命令（SABE）、SA原則命令（RUSA）を発し、SAの組織的性格を具体的に規定していった。その基調は概ねヒトラーの構想に沿っていた。SAの各隊員に課せられた職務としては、集会設営、会場整理、ビラ配布、パンフレツト・新聞販売、ポスター貼り、パトロールその他困難な特別任務などの活動が挙げられている。ただ、既に編成されていた党政治組織との対比に於てザロモンはSA独自の組織的位置を「SAは在来の議会政党からナチ党を区別するその本質的メルクマールをなし、議会主義とその制度に破綻が生じたその時こそSAはナチ党の勝利を保証するものとなる」と意味付けていた。更にザロモンはSABE第3の中でも党組織との区別を次のように行っている。
このような規定をみると、党が宣伝方針を担当しSAが党の宣伝を実現するという役割分担が存在するものの、寧ろ公衆の眼前への登場それ自体、SAの存在そのものが宣伝価値を形成することになっている。政治的敵対者・大衆に対し恐怖・畏懼の念を植え付けることが、党の活動基盤を準備し拡大することになるのである。つまりSAの意味と機能は純然たる行動の中に、従ってまたその心理的モメントにあったといえる。ザウアーはSAと党との区別をその軍事的性格と政治的性格との差異に求めず「SAはゲヴァルトの道具であり、党は策略の道具である」と論じている。
SAと党政治組織との関係についていえば、「前者が後者に従属し、SAは党政治組織の要請に応じてその都度動員されるべき」とSABE第2の中に明記されている。
ただ動員の開始と共にその内部活動に関して党組織の干渉は許されなくなり、SAの従属は条件的なものとなる。ここにはSAを党政治組織とは異なった独自の命令系をもつ機構に編成せんとしたザロモンの志向が窺える。一方彼は1927年2月、SABE第15の中で初めてSAと軍事的組織、特に国防団体との区別を明示した。
彼にとって旧ドイツ帝国軍の組織範型は二重の意味で（一つは目標価値に於て、また一つには指導原理に於て）否定されねばならなかった。第一にSAは武装組織であってはならなかった。文字通り最新の装備・戦術・戦略をSAに於て追求する意思は彼になく、また共和国政府が諸団体の軍事活動を一揆後は厳しく禁じていた為、当面純軍事的価値は追求できる目標ではなかった。SAは寧ろ内政的・党派政治的価値を「武器なき闘争」によって実現するものとされた。第二にSAの部隊操作に於ては、組織上の権威が指揮権の担い手個人から分離されてはならなかった。SAの指導原理は、個人としての指導者と被指導者の間にいわば心情倫理的なコンセンサスを要求し、軍指揮官の権限に基づく責任指導原理は、指導者が自らの良心にのみ責任を負う原理へと質的に変化させられなければならなかった。ナチズムの所謂、指導者原理がプロイセン軍の組織範型に由来することはしばしば指摘されてきた点であるが、SAの機動性は軍隊に於ける非人格的な指揮官・兵士関係の形式的ヒエラルヒーに求められるのではなく、寧ろ極めて人格的な指導・被指導関係に基づく同志的結合の中から生み出されるものとされた。パーソナルな接触に基づく恒常的共働活動を通じた実行力・信頼関係が重視されたのである。ヒトラーやザロモンの政治的視野に映った軍事的組織に対するこのような価値否定の判断は、一揆前に発生した義勇軍・国防団体・秘密組織が、鉄兜団やドイツ青年騎士団を除き、相対的安定期の内政展開の中で消滅することによって、その的確さを実証することになった。
ザロモンの強調した先の指導者原理は、また同時に他のあらゆる政党組織からナチ党を区別する組織的母斑でもあった。即ち、各組織毎に於る指導者は選挙によって選出されるのではなく各上位の指導者の決定による、とされた。党政治組織にあっては1929年にヒトラーが人事に関するデモクラシー的手続による慣行を正式に廃止する迄は地区指導者が党員によって選出される制度が擬制であれ残存していたのに対し、SAに於ては上から下への任命系が最初から確立されていたのである。
ザロモンは1930年9月のナチ党の大躍進をみずにその指導者の地位を退いたが、彼がSAに与えた意味づけ・組織原理が継受されなかった訳ではない。
これらの表現の中にザロモンのSA独自のイデオロギー形成の痕跡をみることができる。なお、ここで用いられる「政治的兵土」という表現は、前線兵士との対比でエルンスト・レームや義勇軍の指導者達が嫌悪していた「政治的軍人（参媒将校群）」を意味するものではないことはもちろんである。このような原理に基づくSAの組織化は、共和国の政治空間の中では国防軍・国防団体も他の政党組織も持ち得ない戦闘的エネルギーをナチズム運動に与えることになった。

## 突撃隊の組織体制

1938年からの突撃隊幕僚長の車両旗

1938年からの突撃隊幕僚長の司令旗

### 編成
- 突撃隊最高指導部（Oberste SA-Führung、OSAF）
- 上級集団（Obergruppe）8つの集団で編成、1934年廃止
- 集団（Gruppe）複数の旅団で編成
- 下級集団/旅団（Untergruppe/Brigade）3つから9つの連隊で編成
- 連隊（Standarte）3つから5つの大隊で編成
- 大隊（Sturmbann）3つから5つの中隊で編成
- 中隊（Sturm）3つから4つの小隊で編成
- 小隊（Trupp）3つから4つの分隊で編成
- 分隊（Schar）8人から16人で編成

突撃隊最高指導部（Oberste SA-Führung）は1926年11月に創設された。最高指導部は突撃隊に関する全ての事務を取り扱い、その隷下の集団が最高指導部の指導のもとに各種訓練学校を運営していた。集団の数は1933年時に21個、開戦時に25個、戦時中には29個になった。

### 階級
| 階級名       | 訳           | 軍相当階級 | 襟章 1933–1934 | 襟章 1934–1945 | 肩章 |
| 階級名       |              |            | 襟章 1933–1934 | 襟章 1934–1945 |      |
| SA-Stabschef | 突撃隊幕僚長 | 元帥       |                |                |      |

| SA将官階級           | 訳             | 軍相当階級 | 襟章 | 肩章 |
| SA-Obergruppenführer | 上級集団指導者 | 大将       |      |      |
| SA-Gruppenführer     | 集団指導者     | 中将       |      |      |
| SA-Brigadeführer     | 旅団指導者     | 少将       |      |      |
| SA-Oberführer        | 上級指導者     | 准将       |      |      |

| SA将校階級             | 訳             | 軍相当階級 | 襟章 | 肩章 |
| SA-Standartenführer    | 連隊指導者     | 大佐       |      |      |
| SA-Obersturmbannführer | 上級大隊指導者 | 中佐       |      |      |
| SA-Sturmbannführer     | 大隊指導者     | 少佐       |      |      |
| SA-Sturmhauptführer    | 高級中隊指導者 | 大尉       |      |      |
| SA-Obersturmführer     | 上級中隊指導者 | 中尉       |      |      |
| SA-Sturmführer         | 中隊指導者     | 少尉       |      |      |

| SA下士官階級                     | 訳             | 軍相当階級 | 襟章 | 肩章     |
| SA-Haupttruppführer (1938年制定) | 高級少隊指導者 | 特務曹長   |      |          |
| SA-Obertruppführer               | 上級小隊指導者 | 上級曹長   |      |          |
| SA-Truppführer                   | 小隊指導者     | 曹長       |      | 写真なし |
| SA-Oberscharführer               | 上級分隊指導者 | 軍曹       |      |          |
| SA-Scharführer                   | 分隊指導者     | 伍長       |      |          |

| SA兵卒階級                              | 訳         | 軍相当階級     | 襟章 | 肩章     |
|                                         |            |                |      |          |
| SA-Rottenführer                         | 班指導者   | 兵長           |      |          |
| SA-Sturmmann (1938年より Obersturmmann) | 上級突撃者 | 上等兵         |      | 写真なし |

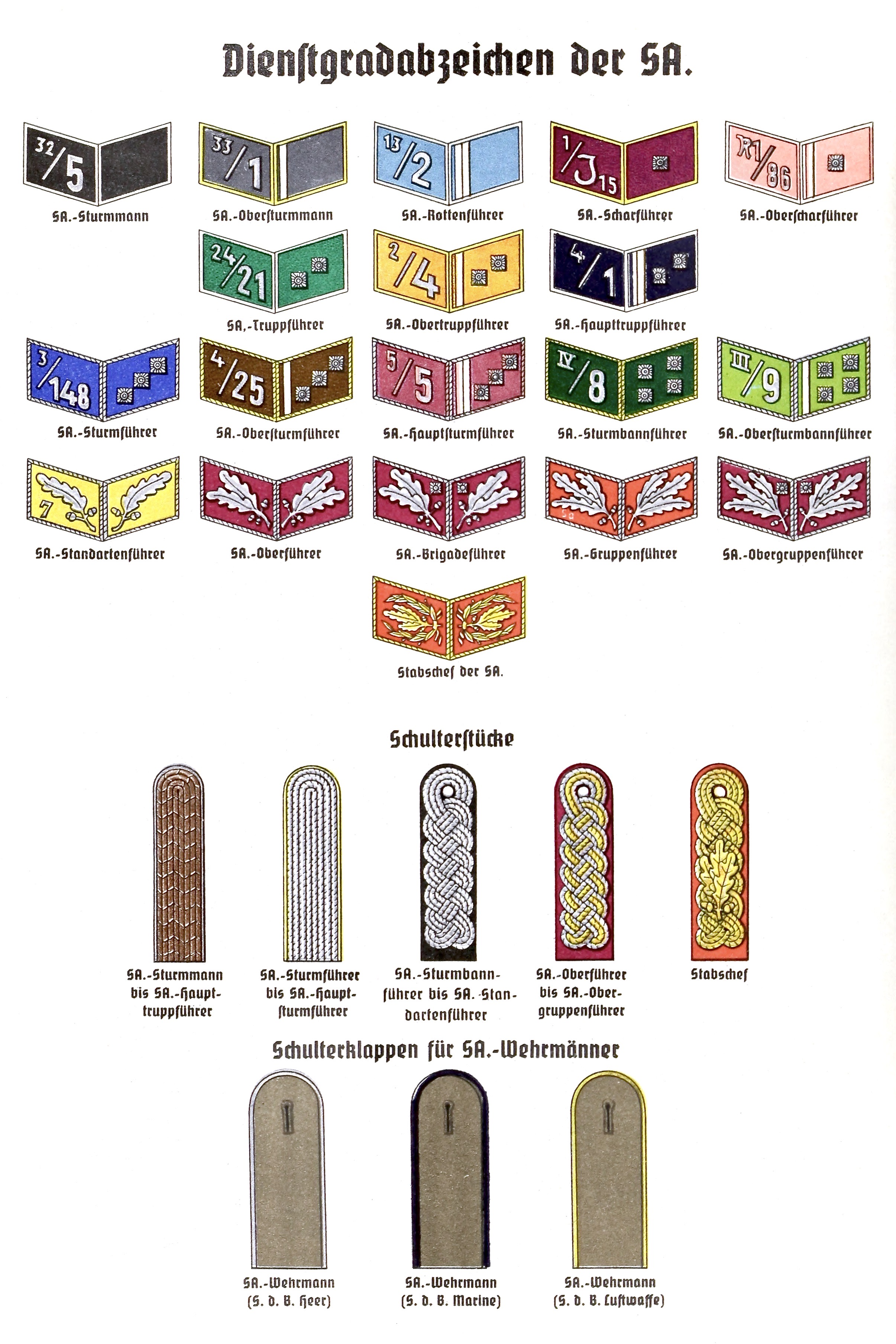
1943年の肩章（下段）

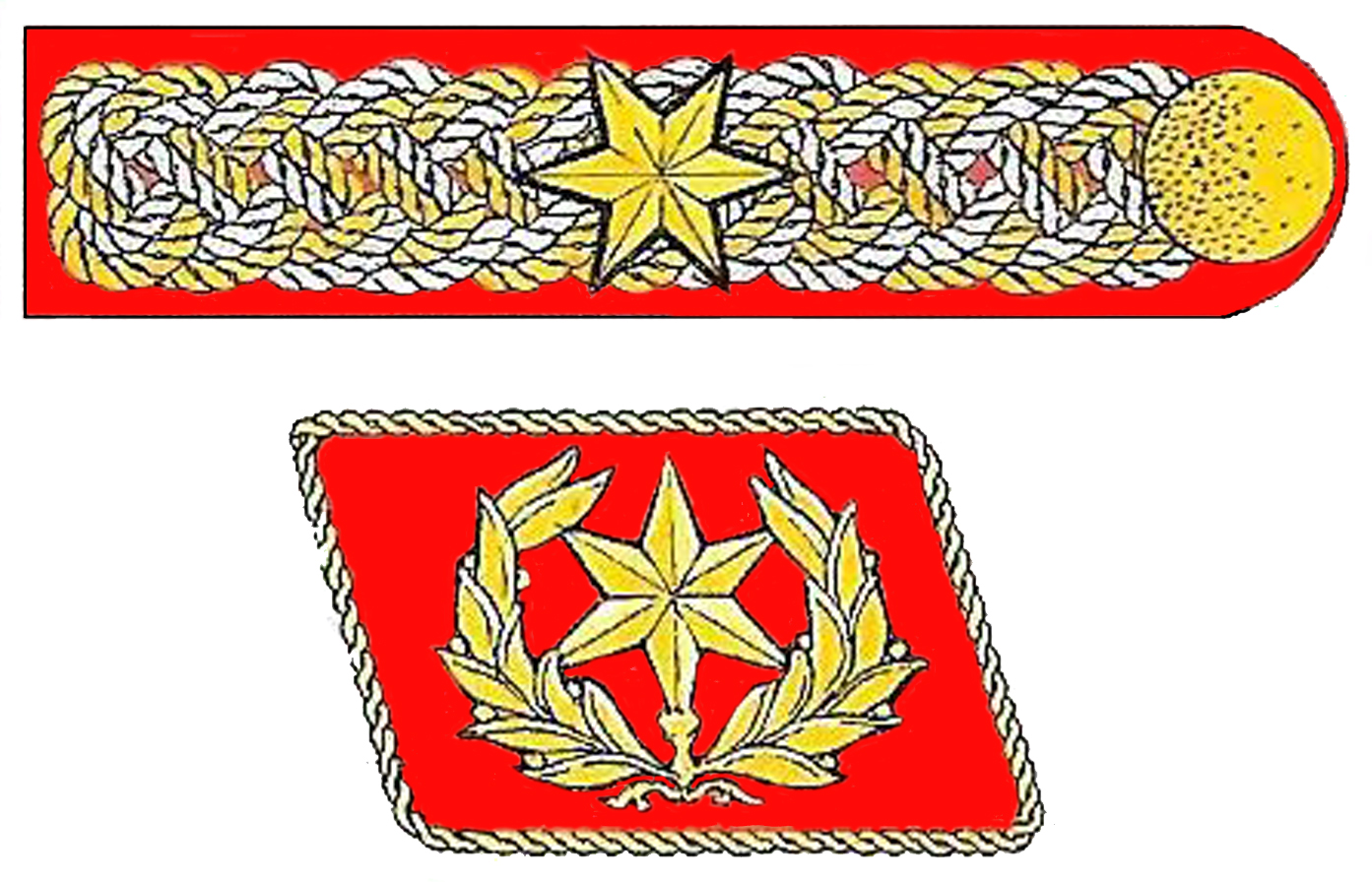
1933年から1934年まで使用された、エルンスト・レームの突撃隊幕僚長としての特別階級章。長いナイフの夜の後に廃止された。

| SA-Mann (1938年より SA Sturmmann)       | 突撃者     | 一等兵・二等兵 |      |          |

### 指揮権者
- エミール・モーリス （1920年 - 1921年）※前身部局時
- ハンス・ウルリヒ・クリンチェ（1921年 - 1923年）
- ヘルマン・ゲーリング （1923年）
- エルンスト・レーム（1924年-1925年）※フロントバン司令官

突撃隊最高指導者（Oberste SA-Führer）
- フランツ・プフェファー・フォン・ザロモン （1926年 - 1930年）
- アドルフ・ヒトラー （1930年 - 1945年）※日常的な指揮は幕僚長が行った

突撃隊幕僚長（SA-Stabschef）
- オットー・ヴァーゲナー（1929年 - 1931年）
- エルンスト・レーム （1931年 - 1934年）
- フィクトール・ルッツェ  （1934年 - 1943年）
- ヴィルヘルム・シェップマン  （1943年 - 1945年）

### 上級管区集団
| 上級集団                          | 本部                                        | 構成集団 | 各上級集団指導者                                         |  |
| 第一SA上級集団 SA-Obergruppe I    | ケーニヒスベルク Königsberg                 | オストラント SA-Gruppe Ostland | カール＝ジークムント・リッツマン(Karl-Siegmund Litzmann) |  |
| 第二SA上級集団 SA-Obergruppe II   | シュテティーン Stettin                      | ポンメルン SA-Gruppe Pommern ハンザ SA-Gruppe Hansa ノルトマルク SA-Gruppe Nordmark                                                                      | マックス・ルイケン(Max Luyken)                           |  |
| 第三SA上級集団 SA-Obergruppe III  | ベルリン Berlin                             | シュレージェン SA-Gruppen Schlesien ベルリン・ブランデンブルク SA-Gruppe Berlin-Brandenburg オストマルク SA-Gruppe Ostmark                               | エドムント・ハイネス                                     |  |
| 第四SA上級集団 SA-Obergruppe IV   | ドレスデン Dresden                          | ザクセン及びミッテ SA-Gruppe Sachsen und SA-Gruppe Mitte                                                                                                 | マンフレート・フォン・ キリンガー(Manfred von Killinger) |  |
| 第五SA上級集団 SA-Obergruppe V    | フランクフルト＝アム・マイン Frankfurt a.M. | テューリンゲン SA-Gruppe Thüringen ヴェストマルク SA-Gruppe Westmark ヘッセン及びジュードヴェスト SA-Gruppe Hessen und SA-Gruppe Südwest                 | エミール・シュタインホーフ(Emil Steinhoff)               |  |
| 第六SA上級集団 SA-Obergruppe VI   | ハノーファー Hannover                       | ノルトゼー SA-Gruppe Nordsee ニーダーザクセン SA-Gruppe Niedersachsen ヴェストファーレン及びニーダーライン SA-Gruppe Westfalen und SA-Gruppe Niederrhein | ヴィクトール・ルッツェ                                   |  |
| 第七SA上級集団 SA-Obergruppe VII  | ミュンヘン München                          | バイエリッシェ・オストマルク SA-Gruppe Bayerische Ostmark フランケン及びホッホラント SA-Gruppe Franken und SA-Gruppe Hochland                            | アウグスト・シュナイトフーバー                           |  |
| 第八SA上級集団 SA-Obergruppe VIII | リンツ Linz                                 | エスターライヒ SA-Gruppe Österreich | ヘルマン・レシュニー(Hermann Reschny)                    |  |

### 管区集団
| 01 | SA-Stabschef SA幕僚部 Chef d.stabes/Hauptamt Stab 参謀部及び本部要員         | ー   | ミュンヘン                                                 | ライトレッド (hochrot)             | ー           | 金(Gold)         |  |  |  |  |  |  |  | ー                                       |  |  |  |
| 02 | Oberste SA-Führung SA最高指導部                                              | ー   |                                                            | カーマインレッド (kamesirot)       | ー           | 銀(Silber)       |  |  |  |  |  |  |  | 白/カーマインレッド(weiß/kamesirot)      |  |  |  |
| 03 | SA-Gruppenstäbe SA集団指導部 SA-Reichsführerschule SA指導者学校              | ー   |                                                            | ライトレッド (hochrot)             | 白 (weiß)    | 銀(Silber)       |  |  |  |  |  |  |  | 白/ライトレッド(weiß/hochrot)            |  |  |  |
| 04 | Ostland オストラント                                                         | Ost. | Königsberg ケーニヒスベルク                                | ダークワインレッド (dunkelweinrot) | 白 (weiß)    | 金(Gold)         |  |  |  |  |  |  |  | 白/黒(weiß/schwarz)                      |  |  |  |
| 04 | Westfalen ヴェストファーレン                                                 | Wf.  | Köln ケルン                                                | ダークワインレッド (dunkelweinrot) | 白 (weiß)    | 銀(Silber)       |  |  |  |  |  |  |  | 白/黒(weiß/schwarz)                      |  |  |  |
| 05 | Niderrhein ニーダーライン                                                    | Nrh. | Düsseldorf デュッセルドルフ                                | 黒 (schwarz)                       | 白 (weiß)    | 金(Gold)         |  |  |  |  |  |  |  | 白/黒(weiß/schwarz)                      |  |  |  |
| 05 | Berlin-Brandenburg ベルリン・ブランデンブルク                                | B.   | Berlin ベルリン                                            | 黒 (schwarz)                       | 白 (weiß)    | 銀(Silber)       |  |  |  |  |  |  |  | 白/黒(weiß/schwarz)                      |  |  |  |
| 06 | Ostmark オストマルク                                                         | Om.  | Frankfurt an der Oder フランクフルト・アン・デア・オーダー | ローズレッド (rosarot)             | 黒 (schwarz) | 金(Gold)         |  |  |  |  |  |  |  | 白/黒(weiß/schwarz)                      |  |  |  |
| 07 | Pommern ポンメルン                                                           | P.   | Stettin シュテティーン                                     | アップルグリーン (apfelgrün)       | 白 (weiß)    | 金(Gold)         |  |  |  |  |  |  |  | 白/黒(weiß/schwarz)                      |  |  |  |
| 07 | Thüringen テューリンゲン                                                     | Th.  | Weimar ワイマール                                          | アップルグリーン (apfelgrün)       | 白 (weiß)    | 銀(Silber)       |  |  |  |  |  |  |  | 白/ライトレッド(weiß/hochrot)            |  |  |  |
| 08 | Westmark ヴェストマルク                                                      | Wm.  | Saarburg ザールブルク                                      | ダークブラウン (dunkelbraun)       | 白 (weiß)    | 銀(Silber)       |  |  |  |  |  |  |  | 白/黒(weiß/schwarz)                      |  |  |  |
| 08 | Niedersachsen ニーダーザクセン                                               | NS.  | Hannover ハノーファー                                      | ダークブラウン (dunkelbraun)       | 白 (weiß)    | 金(Gold)         |  |  |  |  |  |  |  | 白/黒(weiß/schwarz)                      |  |  |  |
| 09 | Sachsen ザクセン                                                             | Sa.  | Dresden ドレスデン                                         | エメラルドグリーン (smaragdgrün)   | 白 (weiß)    | 銀(Silber)       |  |  |  |  |  |  |  | 白/エメラルドグリーン(weiß/smaragdgrün)  |  |  |  |
| 09 | Nordmark ノルトマルク                                                        | Nm.  | Kiel キール                                                | エメラルドグリーン (smaragdgrün)   | 白 (weiß)    | 金(Gold)         |  |  |  |  |  |  |  | 白/黒(weiß/schwarz)                      |  |  |  |
| 10 | Mitte ミッテ                                                                 | Mi.  | Magdeburg マクデブルク                                     | オレンジイエロー (orangegelb)      | 黒 (schwarz) | 金(Gold)         |  |  |  |  |  |  |  | 白/黒(weiß/schwarz)                      |  |  |  |
| 10 | Südwest ジュードヴェスト                                                     | Sw.  | Stuttgart シュトゥットガルト                               | オレンジイエロー (orangegelb)      | 黒 (schwarz) | 銀(Silber)       |  |  |  |  |  |  |  | 黒/オレンジイエロー (schwarz/orangegelb) |  |  |  |
| 11 | Schlesien シュレージェン                                                     | S.   | Liegnitz レーグニッツ                                      | サルファイエロー (schwefelgelb)    | 白 (weiß)    | 銀(Silber)       |  |  |  |  |  |  |  | 白/黒(weiß/schwarz)                      |  |  |  |
| 11 | Franken フランケン                                                           | Fr.  | Nürnberg ニュルンベルク                                    | サルファイエロー (schwefelgelb)    | 黒 (schwarz) | 金(Gold)         |  |  |  |  |  |  |  | 白/ミディアムブルー(weiß/mittelblau)     |  |  |  |
| 12 | Hochland ホッホラント                                                        | HO.  | München ミュンヘン                                         | ライトブルー (hellblau)            | 白 (weiß)    | 銀(Silber)       |  |  |  |  |  |  |  | 白/ライトブルー(weiß/hellblau)           |  |  |  |
| 12 | bayerische Ostmark バイエリッシェ・オストマルク                              | BO.  | Bayreuth バイロイト                                        | ライトブルー (hellblau)            | 白 (weiß)    | 金(Gold)         |  |  |  |  |  |  |  | 白/ライトブルー(weiß/hellblau)           |  |  |  |
| 13 | Nordsee ノルトゼー                                                           | No.  | Bremen ブレーメン                                          | スチールグリーン (stahlgrün)       | 白 (weiß)    | 金(Gold)         |  |  |  |  |  |  |  | 白/黒(weiß/schwarz)                      |  |  |  |
| 13 | Kurpfarz クルプファルツ                                                      | KP.  | Mannheim マンハイム                                        | スチールグリーン (stahlgrün)       | 白 (weiß)    | ニッケル(nickel) |  |  |  |  |  |  |  | 白/黒(weiß/schwarz)                      |  |  |  |
| 14 | Hansa ハンザ                                                                 | Ha.  | Hamburg ハンブルク                                         | ネイビーブルー (marineblau)        | 白 (weiß)    | 金(Gold)         |  |  |  |  |  |  |  | 白/ライトブルー(weiß/hellblau)           |  |  |  |
| 14 | Hessen ヘッセン                                                              | He.  | Frankfurt am Main フランクフルト・アム・マイン             | ネイビーブルー (marineblau)        | 白 (weiß)    | ニッケル(nickel) |  |  |  |  |  |  |  | 白/ライトブルー(weiß/hellblau)           |  |  |  |
| 15 | Hilfswerk Nord-West ノルトヴェスト(対外救対部)                               | Nw.  |                                                            | レッドブラウン (rotbraun)          | 白 (weiß)    | ニッケル(nickel) |  |  |  |  |  |  |  | 白/ライトレッド(weiß/hochrot)            |  |  |  |
| 16 | Standarte Feldherrnhalle フェルトヘルンハレ連隊 Wachstandarte 党施設警護要員 | W.   |                                                            | コチニールレッド (karmesin)        | 白 (weiß)    | ニッケル(nickel) |  |  |  |  |  |  |  | 白/コチニールレッド(weiß/karmesin)       |  |  |  |

| 01 | SA-Stabschef SA幕僚部 Chef d. Stabes/Hauptamt Stab 参謀部及び本部要員 | ー   | ミュンヘン                                                 | ライトレッド (hochrot)                | ー              | 金(Gold)         | ー                                      |  |  |  |
| 02 | Oberste SA-Führung SA最高指導部                                       | ー   |                                                            | カーマインレッド (kamesirot)          | ー              | アルミ(aluminum) | 白/カーマインレッド(weiß/kamesirot)     |  |  |  |
| 03 | SA-Gruppenstäbe SA集団指導部 SA-Reichsführerschule SA指導者学校       | ー   |                                                            | ライトレッド (hochrot)                | 白 (weiß)       | アルミ(aluminum) | 白/ライトレッド(weiß/hochrot)           |  |  |  |
| 04 | Ostland オストラント                                                  | Ost. | Königsberg ケーニヒスベルク                                | ダークワインレッド (dunkelweinrot)    | 白 (weiß)       | 金(Gold)         | 白/黒(weiß/schwarz)                     |  |  |  |
| 04 | Westfalen ヴェストファーレン                                          | Wf.  | Köln ケルン                                                | ダークワインレッド (dunkelweinrot)    | 白 (weiß)       | アルミ(aluminum) | 白/黒(weiß/schwarz)                     |  |  |  |
| 05 | Niderrhein ニーダーライン                                             | Nrh. | Düsseldorf デュッセルドルフ                                | 黒 (schwarz)                          | 白 (weiß)       | 金(Gold)         | 白/黒(weiß/schwarz)                     |  |  |  |
| 05 | Berlin-Brandenburg ベルリン・ブランデンブルク                         | B.   | Berlin ベルリン                                            | 黒 (schwarz)                          | 白 (weiß)       | アルミ(aluminum) | 白/黒(weiß/schwarz)                     |  |  |  |
| 06 | Ostmark オストマルク                                                  | Om.  | Frankfurt an der Oder フランクフルト・アン・デア・オーダー | ローズレッド (rosarot)                | 黒 (schwarz)    | 金(Gold)         | 白/黒(weiß/schwarz)                     |  |  |  |
| 06 | Südmark ジュードマルク                                                | Sm.  | Graz グラーツ                                              | ローズレッド (rosarot)                | 白 (weiß)       | アルミ(aluminum) | 白/黒(weiß/schwarz)                     |  |  |  |
| 07 | Pommern ポンメルン                                                    | P.   | Stettin シュテティーン                                     | アップルグリーン (apfelgrün)          | 白 (weiß)       | 金(Gold)         | 白/黒(weiß/schwarz)                     |  |  |  |
| 07 | Thüringen テューリンゲン                                              | Th.  | Weimar ワイマール                                          | アップルグリーン (apfelgrün)          | 白 (weiß)       | アルミ(aluminum) | 白/ライトレッド(weiß/hochrot)           |  |  |  |
| 08 | Westmark ヴェストマルク                                               | Wm.  | Saarburg ザールブルク                                      | ダークブラウン (dunkelbraun)          | 白 (weiß)       | アルミ(aluminum) | 白/黒(weiß/schwarz)                     |  |  |  |
| 08 | Niedersachsen ニーダーザクセン                                        | NS.  | Hannover ハノーファー                                      | ダークブラウン (dunkelbraun)          | 白 (weiß)       | 金(Gold)         | 白/黒(weiß/schwarz)                     |  |  |  |
| 09 | Sachsen ザクセン                                                      | Sa.  | Dresden ドレスデン                                         | エメラルドグリーン (smaragdgrün)      | 白 (weiß)       | アルミ(aluminum) | 白/エメラルドグリーン(weiß/smaragdgrün) |  |  |  |
| 09 | Nordmark ノルトマルク                                                 | Nm.  | Kiel キール                                                | エメラルドグリーン (smaragdgrün)      | 白 (weiß)       | 金(Gold)         | 白/黒(weiß/schwarz)                     |  |  |  |
| 10 | Mitte ミッテ                                                          | Mi.  | Magdeburg マクデブルク                                     | オレンジイエロー (orangegelb)         | 黒 (schwarz)    | 金(Gold)         | 白/黒(weiß/schwarz)                     |  |  |  |
| 10 | Südwest ジュードヴェスト                                              | Sw.  | Stuttgart シュトゥットガルト                               | オレンジイエロー (orangegelb)         | 黒 (schwarz)    | アルミ(aluminum) | 黒/オレンジイエロー (weiß/gelborange)   |  |  |  |
| 11 | Schlesien シュレージェン                                              | S.   | Liegnitz レーグニッツ                                      | サルファイエロー (schwefelgelb)       | 白 (weiß)       | アルミ(aluminum) | 白/黒(weiß/schwarz)                     |  |  |  |
| 11 | Franken フランケン                                                    | Fr.  | Nürnberg ニュルンベルク                                    | サルファイエロー (schwefelgelb)       | 黒 (schwarz)    | 金(Gold)         | 黒/ミディアムブルー(schwarz/mittelblau) |  |  |  |
| 12 | Hochland ホッホラント                                                 | HO.  | München ミュンヘン                                         | ライトブルー (hellblau)               | 白 (weiß)       | アルミ(aluminum) | 白/ライトブルー(weiß/hellblau)          |  |  |  |
| 12 | bayerische Ostmark バイエリッシェ・オストマルク                       | BO.  | Bayreuth バイロイト                                        | ライトブルー (hellblau)               | 白 (weiß)       | 金(Gold)         | 白/ライトブルー(weiß/hellblau)          |  |  |  |
| 13 | Nordsee ノルトゼー                                                    | No.  | Bremen ブレーメン                                          | スチールグリーン (stahlgrün)          | 白 (weiß)       | 金(Gold)         | 白/黒(weiß/schwarz)                     |  |  |  |
| 13 | Kurpfarz クルプファルツ                                               | KP.  | Mannheim マンハイム                                        | スチールグリーン (stahlgrün)          | 白 (weiß)       | アルミ(aluminum) | 白/黒(weiß/schwarz)                     |  |  |  |
| 14 | Hansa ハンザ                                                          | Ha.  | Hamburg ハンブルク                                         | ネイビーブルー (marineblau)           | 白 (weiß)       | 金(Gold)         | 白/ライトブルー(weiß/hellblau)          |  |  |  |
| 14 | Hessen ヘッセン                                                       | He.  | Frankfurt am Main フランクフルト・アム・マイン             | ネイビーブルー (marineblau)           | 白 (weiß)       | アルミ(aluminum) | 白/ライトブルー(weiß/hellblau)          |  |  |  |
| 15 | Donau ドナウ                                                          | Do.  | Wien ウィーン                                              | レッドブラウン (rotbraun)             | イエロー (gelb) | 金(Gold)         | 白/ライトレッド(weiß/hochrot)           |  |  |  |
| 15 | Alpenland アルペンラント                                              | Al.  | linz リンツ                                                | レッドブラウン (rotbraun)             | 白 (weiß)       | アルミ(aluminum) | 白/ライトレッド(weiß/hochrot)           |  |  |  |
| 16 | Sudeten ズデーテン                                                    | Su.  | Reichenberg ライヒェンベルク                               | ブルーグレー (blaugrau)               | 白 (weiß)       | 金(Gold)         | イエロー/ライトレッド(gelb/hochrot)     |  |  |  |
| 16 | Weichsel ヴァイクセル                                                 | W.   | Danzig ダンツィヒ                                          | ブルーグレー (blaugrau)               | 白 (weiß)       | アルミ(aluminum) | シルバー/ブラウン(Silber/braun)         |  |  |  |
| 17 | Warthe ヴァルテ                                                       | Wa.  | Posen ポーゼン                                             | コーンフラワーブルー (kornblumenblau) | 白 (weiß)       | アルミ(aluminum) | シルバー/ブラウン(Silber/braun)         |  |  |  |
| 18 | Standarte ’’Feldherrnhalle’’ フェルトヘルンハレ連隊                   |      |                                                            | コチニールレッド (karmesin)           | 白 (weiß)       | アルミ(aluminum) | 白/コチニールレッド(weiß/karmesin)      |  |  |  |

| 01 | SA-Stabschef SA幕僚部 Chef d. Stabes/Hauptamt Stab 参謀部及び本部要員 | ー   | ミュンヘン                                                 | ライトレッド (hochrot)                       | ー        | 金(Gold)         | ー                      |  |  |  |
| 02 | Oberste SA-Führung SA最高指導部                                       | ー   |                                                            | カーマインレッド (kamesirot)                 | 白 (weiß) | アルミ(aluminum) | 白/ブラウン(weiß/braun) |  |  |  |
| 03 | SA-Gruppenstäbe SA集団指導部 SA-Reichsführerschule SA指導者学校       | ー   |                                                            | ライトレッド (hochrot)                       | 白 (weiß) | アルミ(aluminum) | 白/ブラウン(weiß/braun) |  |  |  |
| 04 | Tannenberg タンネンベルク                                             | T.   | Königsberg ケーニヒスベルク                                | ダークワインレッド (dunkelweinrot)           | 白 (weiß) | アルミ(aluminum) | 白/ブラウン(weiß/braun) |  |  |  |
| 04 | Westfalen ヴェストファーレン                                          | Wf.  | Köln ケルン                                                | ダークワインレッド (dunkelweinrot)           | 白 (weiß) | アルミ(aluminum) | 白/ブラウン(weiß/braun) |  |  |  |
| 05 | Niderrhein ニーダーライン                                             | Nrh. | Düsseldorf デュッセルドルフ                                | 黒 (schwarz)                                 | 白 (weiß) | アルミ(aluminum) | 白/ブラウン(weiß/braun) |  |  |  |
| 05 | Berlin-Brandenburg ベルリン・ブランデンブルク                         | B.   | Berlin ベルリン                                            | 黒 (schwarz)                                 | 白 (weiß) | アルミ(aluminum) | 白/ブラウン(weiß/braun) |  |  |  |
| 06 | Oder オーダー                                                         | O.   | Frankfurt an der Oder フランクフルト・アン・デア・オーダー | ローズレッド (rosarot)                       | 白 (weiß) | アルミ(aluminum) | 白/ブラウン(weiß/braun) |  |  |  |
| 06 | Südmark ジュードマルク                                                | Sm.  | Graz グラーツ                                              | ローズレッド (rosarot)                       | 白 (weiß) | アルミ(aluminum) | 白/ブラウン(weiß/braun) |  |  |  |
| 07 | Pommern ポンメルン                                                    | P.   | Stettin シュテティーン                                     | アップルグリーン (apfelgrün)                 | 白 (weiß) | アルミ(aluminum) | 白/ブラウン(weiß/braun) |  |  |  |
| 07 | Thüringen テューリンゲン                                              | Th.  | Weimar ワイマール                                          | アップルグリーン (apfelgrün)                 | 白 (weiß) | アルミ(aluminum) | 白/ブラウン(weiß/braun) |  |  |  |
| 08 | Mittelrhein ミッテルライン                                            | Mrh. | Koblenz コブレンツ                                         | ダークブラウン (dunkelbraun)                 | 白 (weiß) | アルミ(aluminum) | 白/ブラウン(weiß/braun) |  |  |  |
| 08 | Niedersachsen ニーダーザクセン                                        | NS.  | Hannover ハノーファー                                      | ダークブラウン (dunkelbraun)                 | 白 (weiß) | アルミ(aluminum) | 白/ブラウン(weiß/braun) |  |  |  |
| 09 | Sachsen ザクセン                                                      | Sa.  | Dresden ドレスデン                                         | エメラルドグリーン (smaragdgrün)             | 白 (weiß) | アルミ(aluminum) | 白/ブラウン(weiß/braun) |  |  |  |
| 09 | Nordmark ノルトマルク                                                 | Nm.  | Kiel キール                                                | エメラルドグリーン (smaragdgrün)             | 白 (weiß) | アルミ(aluminum) | 白/ブラウン(weiß/braun) |  |  |  |
| 10 | Elbe エルベ                                                           | E.   | Magdeburg マクデブルク                                     | オレンジイエロー (orangegelb)                | 白 (weiß) | アルミ(aluminum) | 白/ブラウン(weiß/braun) |  |  |  |
| 10 | Neckar ネッカー                                                       | N.   | Stuttgart シュトゥットガルト                               | オレンジイエロー (orangegelb)                | 白 (weiß) | アルミ(aluminum) | 白/ブラウン(weiß/braun) |  |  |  |
| 11 | Schlesien シュレージェン                                              | S.   | Liegnitz レーグニッツ                                      | サルファイエロー (schwefelgelb)              | 白 (weiß) | アルミ(aluminum) | 白/ブラウン(weiß/braun) |  |  |  |
| 11 | Franken フランケン                                                    | Fr.  | Nürnberg ニュルンベルク                                    | サルファイエロー (schwefelgelb)              | 白 (weiß) | アルミ(aluminum) | 白/ブラウン(weiß/braun) |  |  |  |
| 12 | Hochland ホッホラント                                                 | HO.  | München ミュンヘン                                         | ライトブルー (hellblau)                      | 白 (weiß) | アルミ(aluminum) | 白/ブラウン(weiß/braun) |  |  |  |
| 12 | Bayernwald バイエルンヴァルト                                         | Bw.  | Bayreuth バイロイト                                        | ライトブルー (hellblau)                      | 白 (weiß) | アルミ(aluminum) | 白/ブラウン(weiß/braun) |  |  |  |
| 13 | Nordsee ノルトゼー                                                    | No.  | Bremen ブレーメン                                          | スチールグリーン (stahlgrün)                 | 白 (weiß) | アルミ(aluminum) | 白/ブラウン(weiß/braun) |  |  |  |
| 13 | Kurpfarz クルプファルツ                                               | KP.  | Mannheim マンハイム                                        | スチールグリーン (stahlgrün)                 | 白 (weiß) | アルミ(aluminum) | 白/ブラウン(weiß/braun) |  |  |  |
| 14 | Hansa ハンザ                                                          | Ha.  | Hamburg ハンブルク                                         | ネイビーブルー (marineblau)                  | 白 (weiß) | アルミ(aluminum) | 白/ブラウン(weiß/braun) |  |  |  |
| 14 | Hessen ヘッセン                                                       | He.  | Frankfurt am Main フランクフルト・アム・マイン             | ネイビーブルー (marineblau)                  | 白 (weiß) | アルミ(aluminum) | 白/ブラウン(weiß/braun) |  |  |  |
| 15 | Donau ドナウ                                                          | Do.  | Wien ウィーン                                              | レッドブラウン (rotbraun)                    | 白 (weiß) | アルミ(aluminum) | 白/ブラウン(weiß/braun) |  |  |  |
| 15 | Alpenland アルペンラント                                              | Al.  | linz リンツ                                                | レッドブラウン (rotbraun)                    | 白 (weiß) | アルミ(aluminum) | 白/ブラウン(weiß/braun) |  |  |  |
| 16 | Sudeten ズデーテン                                                    | Su.  | Reichenberg ライヒェンベルク                               | ブルーグレー (blaugrau)                      | 白 (weiß) | アルミ(aluminum) | 白/ブラウン(weiß/braun) |  |  |  |
| 16 | Weichsel ヴァイクセル                                                 | W.   | Danzig ダンツィヒ                                          | ブルーグレー (blaugrau)                      | 白 (weiß) | アルミ(aluminum) | 白/ブラウン(weiß/braun) |  |  |  |
| 17 | Warthe ヴァルテ                                                       | Wa.  | Posen ポーゼン                                             | コーンフラワーブルー (kornblumenblau) (weiß) | 白 (weiß) | アルミ(aluminum) | 白/ブラウン(weiß/braun) |  |  |  |
| 17 | Oberrehin オーバーライン                                              | Orh. | Straßburg シュトラスブルク                                 | コーンフラワーブルー (kornblumenblau) (weiß) | 白 (weiß) | アルミ(aluminum) | 白/ブラウン(weiß/braun) |  |  |  |
| 18 | Standarte ’’Feldherrnhalle’’ フェルトヘルンハレ連隊                   |      |                                                            | コチニールレッド (karmesin)                  | 白 (weiß) | アルミ(aluminum) | 白/ブラウン(weiß/braun) |  |  |  |
|    | SA-Wehrmannschaften SA防衛団                                          |      |                                                            | SAブラウン (SA-braun)                        | 白 (weiß) | アルミ(aluminum) | 白/ブラウン(weiß/braun) |  |  |  |

### 突撃隊旅団
| 管区集団                                              | 旅団番号        | 旅団名                             | 管区集団                                                  | 旅団番号           | 旅団名                           |
| ----------------------------------------------------- | --------------- | ---------------------------------- | --------------------------------------------------------- | ------------------ | -------------------------------- |
| オストラント                                          | 1               | グンビンネン                       | クルプファルツ                                            | 50                 | ダルムシュタット                 |
| オストラント                                          | 2               | アレンシュタイン                   | クルプファルツ                                            | 51                 | ノイシュタット                   |
| オストラント                                          | 3               | レッツェン                         | クルプファルツ                                            | 151                | ザールブリュッケン               |
| オストラント                                          | 4               | ケーニヒスベルク                   | クルプファルツ                                            | 153                | ハイデルベルク                   |
| オストラント                                          | 4               | ケーニヒスベルク                   | クルプファルツ                                            | 220                | ザンクト・イングベルト           |
| オストラント                                          | 4               | ケーニヒスベルク                   | クルプファルツ                                            | 第7SA海上旅団      | マンハイム                       |
| ダンツィヒ＝ヴェストプロイセン （1943- ヴァイクセル） | 5               | エルビンク                         | ミッテルライン                                            | 52                 | コブレンツ                       |
| ダンツィヒ＝ヴェストプロイセン （1943- ヴァイクセル） | 6               | ダンツィヒ                         | ミッテルライン                                            | 150                | マインツ                         |
| ダンツィヒ＝ヴェストプロイセン （1943- ヴァイクセル） | 105             | ブロンベルク                       | ミッテルライン                                            | 152                | トリーア                         |
| ダンツィヒ＝ヴェストプロイセン （1943- ヴァイクセル） | 106             | トルン                             | ミッテルライン                                            | 152                | トリーア                         |
| ポンメルン                                            | 7               | ノイシュテッティン                 | オーバーライン                                            | 53                 | カールスルーエ                   |
| ポンメルン                                            | 8               | シュナイデミュール                 | オーバーライン                                            | 54                 | フライブルク                     |
| ポンメルン                                            | 9               | シュテティーン                     | オーバーライン                                            | 253                | シュトラースブルク               |
| ポンメルン                                            | 9               | シュテティーン                     | オーバーライン                                            | 254                | コルマール                       |
| ハンザ                                                | 11              | シュヴェリーン                     | ジュードヴェスト （1942- ネッカー）                       | 55                 | シュトゥットガルト               |
| ハンザ                                                | 12              | ハンブルク                         | ジュードヴェスト （1942- ネッカー）                       | 56                 | ウルム                           |
| ハンザ                                                | 第3SA海上旅団   | 〃                                 | ジュードヴェスト （1942- ネッカー）                       | 56                 | ウルム                           |
| ノルトマルク                                          | 14              | オイティン                         | ニーダーザクセン                                          | 57                 | ゲッティンゲン                   |
| ノルトマルク                                          | 15              | イツェホー                         | ニーダーザクセン                                          | 58                 | ブラウンシュヴァイク             |
| ノルトマルク                                          | 16              | シュレースヴィヒ                   | ニーダーザクセン                                          | 59                 | クラウスタール＝ツェラーフェルト |
| ノルトマルク                                          | 第4SA海上旅団   | キール                             | ニーダーザクセン                                          | 60                 | ユルツェン                       |
| ノルトマルク                                          | 第4SA海上旅団   | キール                             | ニーダーザクセン                                          | 61                 | ハノーファー                     |
| シュレージェン                                        | 17              | オペルン                           | ノルトゼー                                                | 62                 | ブレーメン                       |
| シュレージェン                                        | 18              | シュヴァイトニッツ                 | ノルトゼー                                                | 63                 | オルデンブルク                   |
| シュレージェン                                        | 19              | ゲルリッツ                         | ノルトゼー                                                | 64                 | オスナブリュック                 |
| シュレージェン                                        | 20              | ブレスラウ                         | ノルトゼー                                                | 162                | ミンデン                         |
| シュレージェン                                        | 21              | リーグニッツ                       | ノルトゼー                                                | 第2SA海上旅団      | ブレーマーハーフェン             |
| シュレージェン                                        | 217             | カトヴィッツ                       | ノルトゼー                                                | 第2SA海上旅団      | ブレーマーハーフェン             |
| フランクフルト（オーダー）                            | 22              | キュストリン                       | ヴェストファーレン                                        | 65                 | デトモルト                       |
| フランクフルト（オーダー）                            | 23              | ランツベルク・アン・デア・ヴァルテ | ヴェストファーレン                                        | 66                 | ミュンスター                     |
| フランクフルト（オーダー）                            | 24              | コトブス                           | ヴェストファーレン                                        | 67                 | ドルトムント                     |
| フランクフルト（オーダー）                            | 122             | グーベン                           | ヴェストファーレン                                        |                    |                                  |
| フランクフルト（オーダー）                            | 122             | グーベン                           | ヴェストファーレン                                        | 68                 | アルンスベルク                   |
| フランクフルト（オーダー）                            | 122             | グーベン                           | ヴェストファーレン                                        | 69                 | ハーゲン                         |
| フランクフルト（オーダー）                            | 122             | グーベン                           | ヴェストファーレン                                        | 70                 | レックリングハウゼン             |
| フランクフルト（オーダー）                            | 122             | グーベン                           | ヴェストファーレン                                        | 第5SA海上旅団      | ドルトムント                     |
| ベルリン・ブランデンブルク                            | 25              | ポツダム                           | ニーダーライン                                            | 71                 | ケルン                           |
| ベルリン・ブランデンブルク                            | 26              | ベルナウ                           | ニーダーライン                                            | 72                 | ヴッパータール                   |
| ベルリン・ブランデンブルク                            | 27              | ラーテノー                         | ニーダーライン                                            | 73                 | エッセン                         |
| ベルリン・ブランデンブルク                            | 28              | 『ホルスト・ヴェッセル』           | ニーダーライン                                            | 第1SA海上旅団      | 〃                               |
| ベルリン・ブランデンブルク                            | 29              | ベルリン東                         | ニーダーライン                                            | 74                 | デュースブルク                   |
| ベルリン・ブランデンブルク                            | 30              | ベルリン西                         | ニーダーライン                                            | 75                 | デュッセルドルフ                 |
| ベルリン・ブランデンブルク                            | 30              | ベルリン西                         | ニーダーライン                                            | 76                 | アーヘン                         |
| ザクセン                                              | 33              | ドレスデン                         | フランケン                                                | 78                 | ニュルンベルク                   |
| ザクセン                                              | 34              | ケムニッツ                         | フランケン                                                | 79                 | ヴュルツブルク                   |
| ザクセン                                              | 35              | ライプツィヒ                       | バイエリッシェ・オストマルク （1942- バイエルンヴァルト） | 77                 | バイロイト                       |
| ザクセン                                              | 36              | プラウエン                         | バイエリッシェ・オストマルク （1942- バイエルンヴァルト） | 80                 | パッサウ                         |
| ザクセン                                              | 133             | バウツェン                         | バイエリッシェ・オストマルク （1942- バイエルンヴァルト） | 81                 | レーゲンスブルク                 |
| ザクセン                                              | 133             | バウツェン                         | バイエリッシェ・オストマルク （1942- バイエルンヴァルト） | 82                 | アンベルク                       |
| ミッテ （1942- エルベ）                               | 37              | ヴィッテンベルク                   | ホッホラント                                              | 第84SA猟兵旅団     | ローゼンハイム                   |
| ミッテ （1942- エルベ）                               | 38              | ハレ                               | ホッホラント                                              | 85                 | ミュンヘン                       |
| ミッテ （1942- エルベ）                               | 39              | デッサウ                           | ホッホラント                                              | 86                 | アウクスブルク                   |
| ミッテ （1942- エルベ）                               | 40              | シュテンダール                     | ヴァルテ                                                  | 87                 | ポーゼン                         |
| ミッテ （1942- エルベ）                               | 137             | マクデブルク                       | ヴァルテ                                                  | 88                 | レスラウ                         |
| ミッテ （1942- エルベ）                               | 第138SA猟兵旅団 | 〃                                 | ヴァルテ                                                  | 187                | リッツマンシュタット             |
| テューリンゲン                                        | 41              | ゲーラ                             | ヴァルテ                                                  | 89                 | ツナイム                         |
| テューリンゲン                                        | 42              | エアフルト                         | ドナウ                                                    | 90                 | ウィーン                         |
| テューリンゲン                                        | 43              | ノルトハウゼン                     | ドナウ                                                    | 91                 | 〃                               |
| テューリンゲン                                        | 44              | アイゼナハ                         | ドナウ                                                    | 92                 | クレムス                         |
| ヘッセン                                              | 46              | フルダ                             | ドナウ                                                    | 93                 | バーデン・バイ・ウィーン         |
| ヘッセン                                              | 47              | カッセル                           | ジュードマルク                                            | 第95SA山岳猟兵旅団 | グラーツ                         |
| ヘッセン                                              | 48              | マールブルク                       | ジュードマルク                                            | 第96SA山岳猟兵旅団 | レオーベン                       |
| ヘッセン                                              | 49              | フランクフルト・アム・マイン       | ジュードマルク                                            | 97                 | クラーゲンフルト                 |
| ヘッセン                                              | 147             | ギーセン                           | アルペンラント                                            | 94                 | リンツ                           |
| ヘッセン                                              | 147             | ギーセン                           | アルペンラント                                            | 第98SA山岳猟兵旅団 | ザルツブルク                     |
| ヘッセン                                              | 147             | ギーセン                           | アルペンラント                                            | 第99SA山岳猟兵旅団 | インスブルック                   |

### 身辺護衛連隊

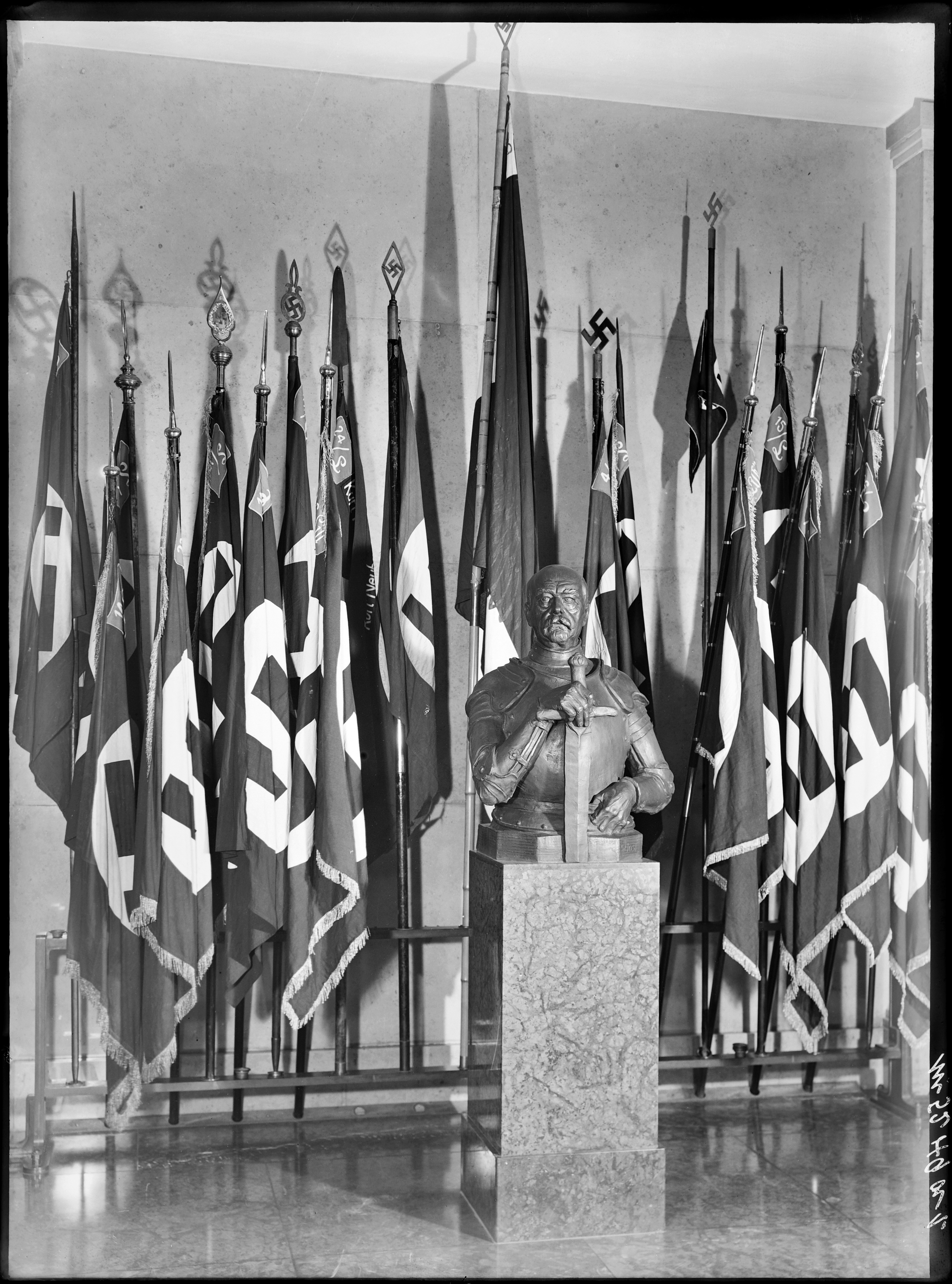
褐色館『旗の間』のSA身辺護衛連隊旗

1931年11月、SA『ホッホラント』管区集団「第1SA連隊（ミュンヘン市）（SA-Standarte 1 (München/Stadt)）」から編成。
指揮官：ハンス・ブンゲSA大佐（1931年6月1日-1933年9月14日）
- ミュンヘンSA身辺護衛連隊（SA-Leibstandarte “München”）

- SA『ホッホラント』管区集団
  - 第1連隊『ミュンヘン』
  - 第4連隊『ローゼンハイム』
  - 第10連隊『インゴルシュタット』
  - 第11連隊『レーゲンスブルク』
  - 第12連隊『ミンデルハイム（英語版）』
  - 第16連隊『リスト連隊（英語版）』
  - 第20連隊『ケンプテン』

### 古参連隊
1931年の「SA下級集団『ミュンヘン＝オーバーバイエルン』（ SA-Untergruppe München-Oberbayern）」設立時、ミュンヘンをはじめとするオーバーバイエルン地域の古参SA部隊から編成された。
- 第1SA連隊（ミュンヘン市）（SA-Standarte 1 (München/Stadt)）
- 第2SA連隊（ミュンヘン方面）（SA-Standarte 2 (München/Land)）
- 第3SA連隊（オーバーバイエルン）（SA-Standarte 3 (Oberbayern)）

### 衛兵連隊
名誉司令官 － ヘルマン・ゲーリング国家元帥（1937-1945）
司令官 － エーリッヒ・ライマンSA中将（1937-1945）
- SA衛兵連隊『フェルトヘルンハレ』（SA-Wachstandarte „Feldherrnhalle“）
  - 第I衛兵大隊『ベルリン』（I. Wachsturmbann (Berlin)）
  - 第II衛兵大隊『ミュンヘン』（II. Wachsturmbann (München)）
  - 第III衛兵大隊『ハッティンゲン（英語版）＝ルール』（III. Wachsturmbann (Hattingen/ Ruhr)）
  - 第IV衛兵大隊『フィヒテンハイン及びクレーフェルト』（IV. Wachsturmbann (Fichtenheim und Krefeld)）
  - 第V衛兵大隊『シュテティーン』（V. Wachsturmbann (Stettin)）
  - 第VI衛兵大隊『バート・カンシュタット（英語版）』（VI. Wachsturmbann (Bad Cannstadt bei Stuttgart)）
  - 第VII衛兵大隊『ウィーン』（VII. Wachsturmbann (Wien)） － 1938年発足
  - 第VIII衛兵大隊『リンダウ』（VIII. Wachsturmbann (lindau) ）－ 1941年発足
  - 第IX衛兵大隊『コーニッツ（英語版）』（IX. Wachsturmbann (Konitz/ Pommern)）
  - 第X衛兵大隊『ワルシャワ』（X. Wachsturmbann (Warschau)）

### 予備連隊
- 第23SA予備連隊『レーゲンスブルク』
- 第24SA予備連隊『インゴルシュタット』
- 第42SA予備連隊『ゼルプ』
- 第43SA予備連隊『コーブルク』
- 第65SA予備連隊『バンベルク』（後にバイロイトへ異動）

### 連隊
| 連隊番号 | 連隊名                                                        | 連隊番号 | 連隊名                               |
| -------- | ------------------------------------------------------------- | -------- | ------------------------------------ |
| 1        | ベルリン                                                      | 230      | ホルツミンデン                       |
| 1        | ケーニヒスベルク                                              | 230      | トレブニッツ                         |
| 1        | ブレスラウ                                                    | 231      | シュプリンゲ・デイスター             |
| 2        | 『キューテマイヤー』                                          | 232      | ギーフホルン                         |
| 3        | ベルリン＝ノイケルン                                          | 232      | アイゼナハ                           |
| 3        | ケーニヒスベルク                                              | 234      | ベーブラ                             |
| 4        | ラステンブルク                                                | 235      | ポツダム                             |
| 4        | ベルリン＝ノルト                                              | 235      | イェーナ                             |
| 5        | 『ホルスト・ヴェッセル』                                      | 237      |                                      |
| 5        | ダンツィヒ                                                    | 238      |                                      |
| 5        | バンベルク                                                    | 239      | ギーフホルン                         |
| 6        | アンベルク                                                    | 240      |                                      |
| 6        | ベルリン＝ミッテ                                              | 241      | 『メーメル防護隊』                   |
| 7        | ヴィルマースドルフ                                            | 242      |                                      |
| 7        | バイロイト                                                    | 243      |                                      |
| 7        | リーグニッツ                                                  | 244      | アンナベルク                         |
| 8        | ベルリン＝クロイツベルク                                      | 245      | ボルナ                               |
| 9        | ベルリン＝シュテーグリッツ                                    | 246      | オクセンハウゼン                     |
| 9        | アイスレーベン                                                | 247      |                                      |
| 10       | インゴルシュタット                                            | 248      |                                      |
| 10       | ベルリン＝ヴェディング                                        | 249      |                                      |
| 10       | シュヴァイトニッツ                                            | 250      | ブルッフザール                       |
| 11       | レーゲンスブルク                                              | 251      |                                      |
| 11       | ブレスラウ                                                    | 252      | ノルトハウゼン                       |
| 12       | ビッターフェルト                                              | 253      |                                      |
| 12       | ベルリン＝オスト                                              | 254      |                                      |
| 13       | ビルンバッハ                                                  | 255      | ライネ                               |
| 14       | ティーゲンホー                                                | 256      | ハム                                 |
| 14       | ニュルンベルク                                                | 257      |                                      |
| 15       |                                                               | 258      | メットマン                           |
| 16       | 『リスト連隊』                                                | 259      | イーザーローン                       |
| 16       | ランツフート                                                  | 260      |                                      |
| 17       | ボーフム                                                      | 261      | バート・エムス                       |
| 18       | オステローデ                                                  | 262      |                                      |
| 18       | 『エミール・ミュラー』                                        | 263      |                                      |
| 18       | ノイシュタット                                                | 264      |                                      |
| 19       | ゲルリッツ                                                    | 265      | ピンネベルク                         |
| 20       | クロイツブルク・シュレージェン                                | 266      |                                      |
| 20       | ブレスラウ                                                    | 267      |                                      |
| 21       | ハイリゲンバイル                                              | 268      | ベルガート                           |
| 21       | レオブシュッツ                                                | 269      |                                      |
| 22       |                                                               | 270      |                                      |
| 23       | ナイセ                                                        | 271      |                                      |
| 24       | 『リッツマン将軍』 （ノイルピーン）                           | 272      |                                      |
| 24       | シュヴェヒャト                                                | 273      |                                      |
| 24       | ギュストロー                                                  | 274      |                                      |
| 25       | グライヴィッツ                                                | 275      |                                      |
| 26       | マクデブルク                                                  | 276      |                                      |
| 27       | シュヴァインフルト                                            | 277      |                                      |
| 27       | アルツァイ                                                    | 278      |                                      |
| 27       | ハルバーシュタット                                            | 279      |                                      |
| 28       | ホーフ                                                        | 280      |                                      |
| 29       | ローア                                                        | 281      |                                      |
| 30       | ザールラウテルン                                              | 282      |                                      |
| 31       | アルトナ                                                      | 283      |                                      |
| 32       | デッゲンドルフ                                                | 284      |                                      |
| 33       | グムビネン                                                    | 285      |                                      |
| 34       | ゲロルシュタイン                                              | 286      |                                      |
| 35       | ブランデンブルク                                              | 287      |                                      |
| 36       | ハレ                                                          | 288      |                                      |
| 37       | ヴァルテンブルク                                              | 289      |                                      |
| 38       | グラーツ                                                      | 290      |                                      |
| 39       | オスト・プリーグニッツ                                        | 291      |                                      |
| 39       | 『アルベルト・レオ・シュラゲター』 （デュッセルドルフ）       | 292      |                                      |
| 40       | クレーフェルト                                                | 293      |                                      |
| 41       | シュプロッタウ                                                | 294      |                                      |
| 42       | ティルジット                                                  | 295      |                                      |
| 43       | ケーニヒスベルク                                              | 296      |                                      |
| 44       | シュロースベルク                                              | 297      |                                      |
| 45       | インステルブルク                                              | 298      |                                      |
| 46       | ヴォルフェンビュッテル                                        | 299      |                                      |
| 47       | ホイエルスヴェルダ                                            | 300      |                                      |
| 48       | ランツベルク・ヴァルテ                                        | 301      |                                      |
| 49       | ブレスラウ                                                    | 302      |                                      |
| 50       | シュタイン                                                    | 303      |                                      |
| 51       | ブレスラウ                                                    | 304      |                                      |
| 52       | プラハ                                                        | 305      |                                      |
| 53       | ゾーリンゲン                                                  | 306      |                                      |
| 54       | ノイシュテッティン                                            | 307      |                                      |
| 55       | デトモルト                                                    | 308      |                                      |
| 56       | ノイザルツ                                                    | 309      |                                      |
| 57       | ヴェーゼル                                                    | 310      |                                      |
| 58       | グローガウ                                                    | 311      |                                      |
| 59       | マリーエンヴェルダー                                          | 312      |                                      |
| 60       | ノイシュトレーリッツ                                          | 313      |                                      |
| 61       | ケスリーン                                                    | 314      |                                      |
| 62       | コーゼル                                                      | 315      |                                      |
| 63       | オペルン                                                      | 316      |                                      |
| 64       | ウッカーマルク                                                | 317      |                                      |
| 65       | グンマースバッハ                                              | 318      |                                      |
| 66       | ハルデンスレーベン                                            | 319      |                                      |
| 67       | ゲンティン                                                    | 320      |                                      |
| 68       | ラーテノー                                                    | 321      |                                      |
| 69       | イダー＝オーバーシュタイン                                    | 322      |                                      |
| 70       | ザールブリュッケン                                            | 323      |                                      |
| 71       | ゾンダーハウゼン                                              | 324      |                                      |
| 72       | トルガウ                                                      | 325      |                                      |
| 73       | ハノーファー                                                  | 326      |                                      |
| 74       |                                                               | 327      |                                      |
| 75       |                                                               | 328      |                                      |
| 76       |                                                               | 329      |                                      |
| 77       | ツェレ                                                        | 330      |                                      |
| 78       |                                                               | 331      |                                      |
| 79       |                                                               | 332      |                                      |
| 80       |                                                               | 333      |                                      |
| 81       |                                                               | 334      | レーヴェンベルク                     |
| 82       |                                                               | 335      |                                      |
| 83       |                                                               | 336      | ラウェンブルク                       |
| 84       | フースム                                                      | 337      |                                      |
| 84       | ウィーン                                                      | 338      |                                      |
| 85       | ハイデ                                                        | 339      |                                      |
| 86       |                                                               | 340      |                                      |
| 87       |                                                               | 341      |                                      |
| 88       |                                                               | 342      |                                      |
| 89       |                                                               | 343      | シュラーヴェ                         |
| 90       |                                                               | 344      |                                      |
| 91       |                                                               | 345      |                                      |
| 92       |                                                               | 346      |                                      |
| 93       | ニコルスブルク                                                | 347      |                                      |
| 93       | デッサウ                                                      | 348      |                                      |
| 94       |                                                               | 349      |                                      |
| 95       | コーブルク                                                    | 350      |                                      |
| 96       |                                                               | 351      |                                      |
| 97       |                                                               | 352      |                                      |
| 98       |                                                               | 353      |                                      |
| 99       |                                                               | 354      |                                      |
| 100      | ドレスデン                                                    | 355      |                                      |
| 101      |                                                               | 356      |                                      |
| 102      |                                                               | 357      |                                      |
| 103      | 『ハンス・フォン・チャマー・ウント・オステン』 （バウツェン） | 358      |                                      |
| 104      |                                                               | 359      | ゼンフテンベルク・ニーダーラウジッツ |
| 105      |                                                               | 360      |                                      |
| 106      |                                                               | 361      |                                      |
| 107      | ライプツィヒ                                                  | 362      |                                      |
| 108      |                                                               | 363      |                                      |
| 109      |                                                               | 364      |                                      |
| 110      | ハイデルベルク                                                | 365      |                                      |
| 111      | ラシュタット                                                  | 366      |                                      |
| 112      | マイン・ネッカー                                              | 367      |                                      |
| 113      |                                                               | 368      |                                      |
| 114      |                                                               | 369      |                                      |
| 115      |                                                               | 370      |                                      |
| 116      |                                                               | 371      |                                      |
| 117      |                                                               | 372      |                                      |
| 118      |                                                               | 373      |                                      |
| 119      |                                                               | 374      |                                      |
| 120      |                                                               | 375      |                                      |
| 121      |                                                               | 376      |                                      |
| 122      |                                                               | 377      | ヴァルデンブルク                     |
| 123      |                                                               | 378      |                                      |
| 124      | ラーベンスブルク・ヴァインガルテン                            | 379      |                                      |
| 125      |                                                               | 380      |                                      |
| 126      |                                                               | 381      |                                      |
| 127      |                                                               | 382      |                                      |
| 128      | ダンツィヒ                                                    | 383      |                                      |
| 129      | ゲルダウエン                                                  | 384      |                                      |
| 130      |                                                               | 385      |                                      |
| 131      |                                                               | 386      |                                      |
| 132      | ハーゲン                                                      | 387      |                                      |
| 133      |                                                               | 388      | グラーツ                             |
| 134      | プラウエン・フォークトラント                                  | 389      |                                      |
| 135      | オッフェンバッハ                                              | 390      |                                      |
| 136      |                                                               | 391      |                                      |
| 137      | 『クニックマン』 （ヴェーゼル）                               | 392      |                                      |
| 138      | デュイスブルク                                                | 393      |                                      |
| 139      |                                                               | 394      |                                      |
| 140      |                                                               | 395      |                                      |
| 141      | ハインリヒスヴァルデ                                          | 396      |                                      |
| 142      | 『アルベルト・レオ・シュラゲター』 （レラハ）                 | 397      | ヴァルテンブルク                     |
| 143      |                                                               | 398      |                                      |
| 144      |                                                               | 399      |                                      |
| 145      |                                                               | 400      |                                      |
| 146      | ヨハニスブルク                                                | 401      |                                      |
| 147      | リュック                                                      | 402      |                                      |
| 148      | エルビンク                                                    | 403      |                                      |
| 149      |                                                               | 404      | ルンメルスブルク                     |
| 150      | アレンシュタイン                                              | 405      |                                      |
| 151      | ビショフスブルク                                              | 406      |                                      |
| 152      | マリーエンヴェルダー                                          | 407      |                                      |
| 153      |                                                               | 408      |                                      |
| 154      | ブンツラウ                                                    | 409      |                                      |
| 155      |                                                               | 410      |                                      |
| 156      | ボイテン                                                      | 411      | ヴェーザーミュンデ                   |
| 157      | ブリエック                                                    | 412      |                                      |
| 158      |                                                               | 413      |                                      |
| 159      |                                                               | 414      |                                      |
| 160      |                                                               | 415      |                                      |
| 161      |                                                               | 416      |                                      |
| 162      | リューベック                                                  | 417      |                                      |
| 163      |                                                               | 418      | フルダ                               |
| 164      |                                                               | 419      |                                      |
| 165      | グロース・シュトレーリッツ                                    | 420      |                                      |
| 165      | クヴェードリンブルク                                          | 421      |                                      |
| 166      |                                                               | 422      |                                      |
| 167      |                                                               | 423      |                                      |
| 168      |                                                               | 424      |                                      |
| 169      |                                                               | 425      |                                      |
| 170      |                                                               | 426      |                                      |
| 171      | ヴッパータール                                                | 427      |                                      |
| 172      |                                                               | 428      |                                      |
| 173      |                                                               | 429      |                                      |
| 174      |                                                               | 430      |                                      |
| 175      |                                                               | 431      |                                      |
| 176      |                                                               | 432      | ドロッセン                           |
| 177      | ピルナ                                                        | 433      | バート・クロイツナハ                 |
| 178      |                                                               | 434      |                                      |
| 179      |                                                               | 435      |                                      |
| 180      |                                                               | 436      |                                      |
| 181      |                                                               | 437      | ミュールハウゼン                     |
| 182      |                                                               | 438      |                                      |
| 183      |                                                               | 439      | グロースアルメローデ                 |
| 184      |                                                               | 440      |                                      |
| 185      |                                                               | 441      |                                      |
| 186      |                                                               | 442      |                                      |
| 187      |                                                               | 443      |                                      |
| 188      |                                                               | 444      |                                      |
| 189      |                                                               | 445      |                                      |
| 190      |                                                               | 446      |                                      |
| 191      |                                                               | 447      |                                      |
| 192      |                                                               | 448      | ラーベス                             |
| 193      |                                                               | 449      |                                      |
| 194      |                                                               | 450      |                                      |
| 195      |                                                               | 451      | グーベン                             |
| 196      |                                                               | 457      | ヘルネ                               |
| 197      |                                                               |          |                                      |
| 198      |                                                               |          |                                      |
| 199      |                                                               |          |                                      |
| 200      |                                                               |          |                                      |
| 201      |                                                               |          |                                      |
| 202      |                                                               |          |                                      |
| 203      |                                                               |          |                                      |
| 204      |                                                               |          |                                      |
| 205      | ベースコー・シュトルコー                                      |          |                                      |
| 206      | グロースベーレン                                              |          |                                      |
| 207      | オーバーバルニム                                              |          |                                      |
| 208      | ニーダーバルニム                                              |          |                                      |
| 209      |                                                               |          |                                      |
| 210      |                                                               |          |                                      |
| 211      |                                                               |          |                                      |
| 212      |                                                               |          |                                      |
| 213      |                                                               |          |                                      |
| 214      |                                                               |          |                                      |
| 215      |                                                               |          |                                      |
| 216      |                                                               |          |                                      |
| 217      | マクデブルク                                                  |          |                                      |
| 218      |                                                               |          |                                      |
| 219      |                                                               |          |                                      |
| 220      |                                                               |          |                                      |
| 221      |                                                               |          |                                      |
| 222      |                                                               |          |                                      |
| 223      |                                                               |          |                                      |
| 224      |                                                               |          |                                      |
| 225      | ベルンブルク                                                  |          |                                      |
| 226      |                                                               |          |                                      |
| 227      |                                                               |          |                                      |
| 228      |                                                               |          |                                      |
| 229      |                                                               |          |                                      |

## 突撃隊の制服
初期の突撃隊は様々な制服が入り乱れて使用されたが、ミュンヘン一揆後に再建された突撃隊では褐色シャツ、ケピ帽、乗馬ズボン、ブーツというスタイルで統一された。
褐色シャツはもともと東アフリカの旧ドイツ植民地駐留軍の制服として作られた物だった。第一次世界大戦後ドイツの植民地はすべて連合国に奪われたためにこの制服の在庫が有り余った。そこでゲルハルト・ロスバッハが1924年にこの制服を安価に大量入手した。これが褐色シャツが制服になったきっかけだった。ちなみに褐色シャツはシャツ型の上着であり、その下には襟なしの褐色のシャツを着用していた。
突撃隊の制服というとこの褐色シャツ型制服が有名であるが、1932年以降には褐色チュニックが制服として使用されるようになっていった。
突撃隊海軍や突撃隊防衛団などは一般の突撃隊員とかなり異なった独自の制服を着用した。
- 褐色シャツ制服
- 突撃隊の褐色シャツと装備
- 褐色シャツ型制服（1933年ユダヤ人商店街ボイコット運動を行う突撃隊員）
- 褐色チュニック制服（1938年突撃隊幕僚長ヴィクトール・ルッツェ）
- 褐色シャツ制服と褐色チュニック制服
- 隊員用のオーバーコートとスポーツ着
- 突撃隊海軍の制服と白いチュニック制服
- 突撃隊防衛団の制服

### 専門部隊
| 各部門                                           | 部隊識別色     |
| ------------------------------------------------ | -------------- |
| SA通信部隊 Nachrichten-SA                        | レモンイエロー |
| SA騎乗部隊 Reiter-SA                             | オレンジ       |
| SA工兵部隊 Pionier-SA                            | ブラック       |
| SA猟兵隊及び銃兵隊 SA-Jäger/SA-Schützeneinheiten | グリーン       |
| SA衛生部隊 Sanitäts-SA                           | ロイヤルブルー |
| SA海上部隊 Marine-SA                             | ネイビー       |
| SA歩兵隊 SA-Fußstandarten                        | グレー         |

## 突撃隊を描いた作品
- 映画
  - 地獄に堕ちた勇者ども（1969年、ルキノ・ヴィスコンティ監督）
  - ヒットラー（2004年、クリスチャン・デュゲイ監督、※二部構成（第一部「覚醒」）作品公式サイト（英語）
- 戯曲
  - わが友ヒットラー（三島由紀夫）